# Tipo de carrocería

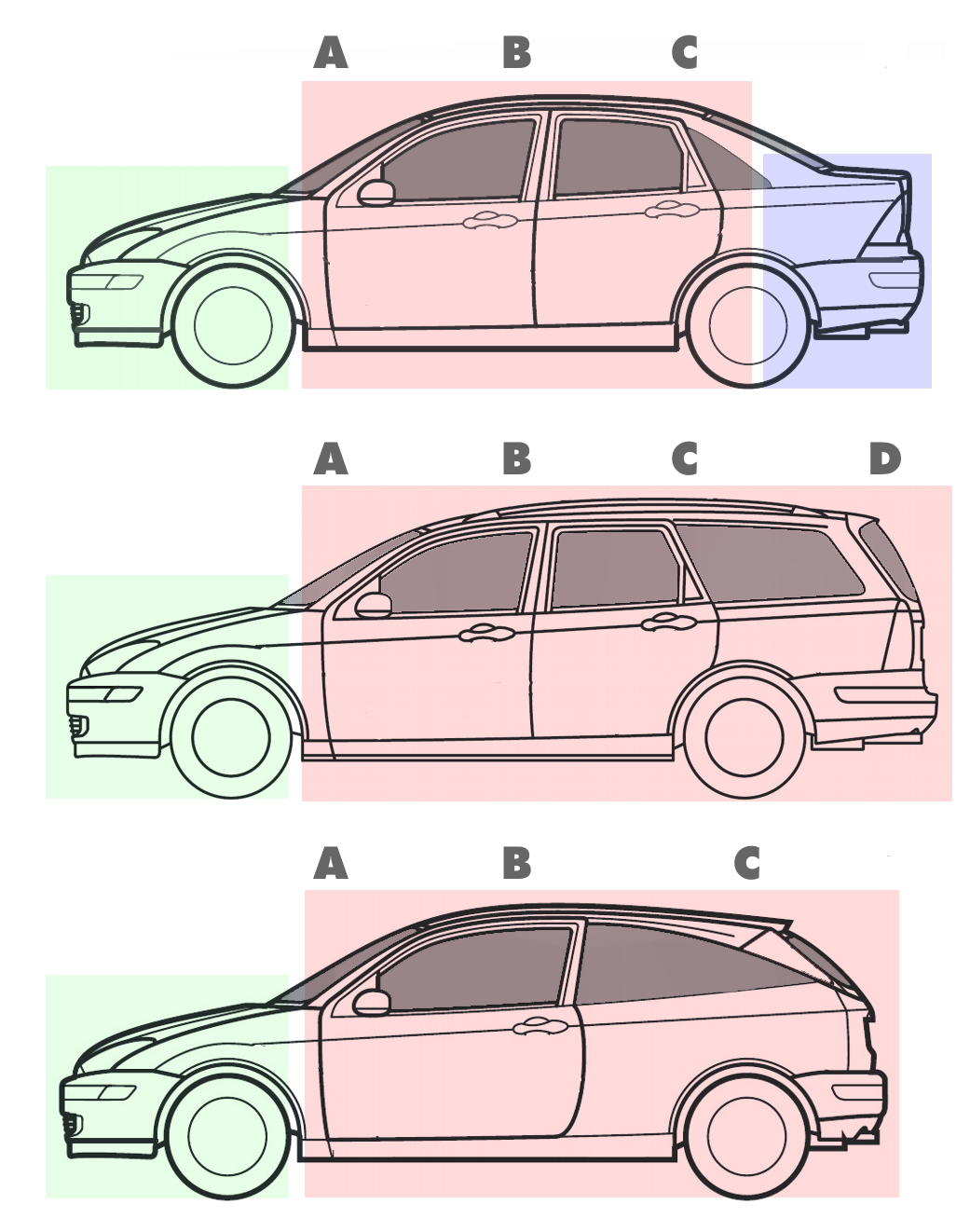
Nomenclatura de los pilares en el automóvil, útil para seguir las explicaciones. Arriba, un Ford Focus Sedan, enmedio un Ford Focus Wagon, y abajo un Ford Focus Hatchback.

La carrocería (también, latonería o chapería) de un automóvil es aquella parte del vehículo en la que reposan los pasajeros o la carga. En los vehículos autoportantes, la carrocería sujeta además los elementos mecánicos del vehículo.

## Carrocerías según su construcción

### Chasis independiente
Los vehículos todoterreno, camiones y autobuses emplean una carrocería formada por dos estructuras, el bastidor o chasis y la carrocería. La técnica de construcción de chasis independiente utiliza un chasis rígido que soporta todo el peso, las fuerzas del motor y de la transmisión. La carrocería, en esta técnica, cumple muy poca o ninguna función estructural.
Esta técnica de construcción era la única utilizada hasta 1923, año en el que se lanzó el primer automóvil con estructura monocasco, el Lancia Lambda. Las carrocerías autoportantes, a lo largo del siglo XX, fueron sustituyendo al chasis independiente. Actualmente solo se construyen con chasis independiente varios vehículos todoterreno, deportivos utilitarios,  y la mayoría de las camionetas grandes y algunas de las camionetas ligeras así como varios automóviles americanos.
Los primeros chasis independientes eran de madera, heredando las técnicas de construcción de los coches de caballos. En la década de 1930 fueron sustituidos de forma generalizada por chasis de acero. 
Existen chasis con bastidores de largueros en forma de escalera; dos travesaños paralelos longitudinales cruzados por travesaños transversales, con travesaño en forma de X y de tubo central (Backbone frame → en). 

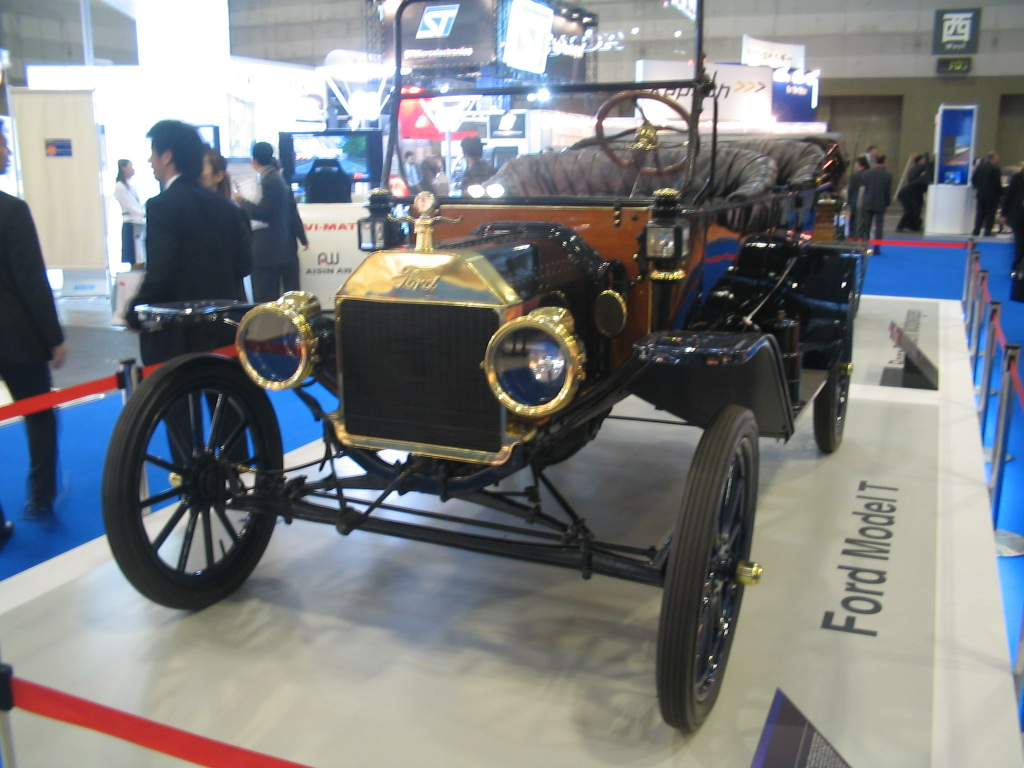
Ford T, vehículo veterano con chasis independiente
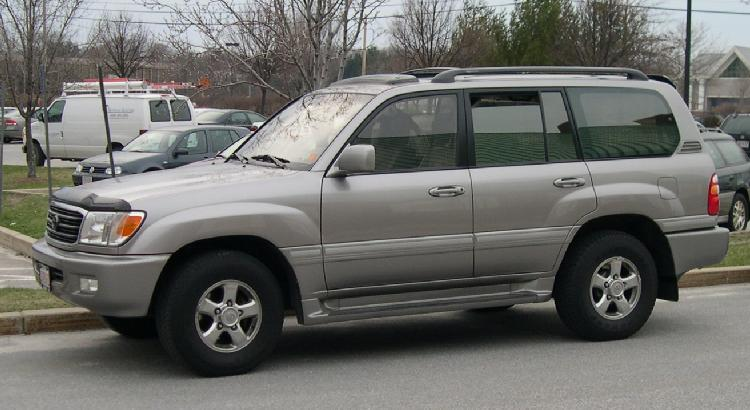
El Toyota Land Cruiser, moderno vehículo con chasis independiente
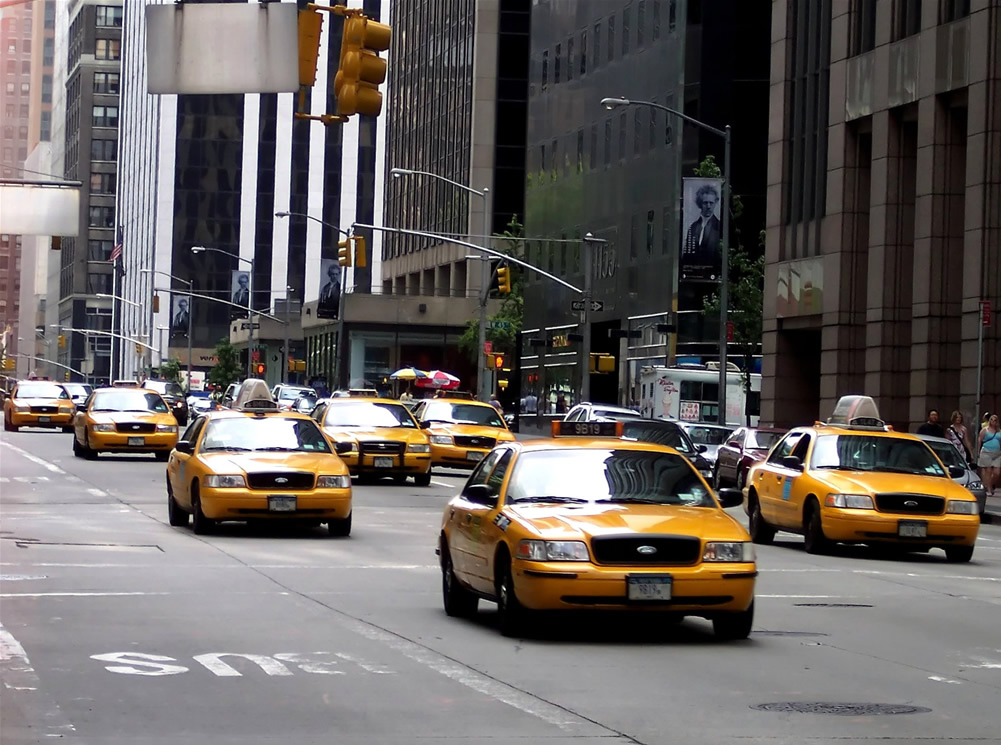
El Ford Crown Victoria, favorito entre los taxis por su fortaleza y rigidez

En Estados Unidos el chasis independiente duró más que en otros países, ya que la costumbre estadounidense del cambio anual de diseño era más difícil con estructuras monocasco. Desde los años 1960 la mayor parte de los automóviles de pasajeros utilizaron la construcción monocasco; solo los camiones, autobuses, todoterrenos para uso rudo y automóviles grandes siguen usando el chasis independiente, si bien cada vez más ha incorporado la estructura autoportante.
El chasis independiente sigue siendo el preferido para vehículos industriales, que han de transportar o arrastrar cargas pesadas. De entre los pocos automóviles de gran serie que se siguen fabricando con chasis independiente destacan el Ford Crown Victoria, el Mercury Grand Marquis y el Lincoln Town Car . Las ventajas son la facilidad de reparación en caso de colisión (lo que le hace ser preferido como vehículo policial) y de alargar para hacer limusinas.

### Autoportante
En los automóviles, la carrocería más empleada es la denominada carrocería autoportante.
La carrocería autoportante es una técnica de construcción de chasis en la que chapa externa del vehículo soporta parte (semi-monocasco) o toda la carga estructural del vehículo, se compone del bastidor y la carrocería unidos entre sí con remaches o soldaduras que forman la carrocería completa.
El primer vehículo en incorporar esta técnica constructiva fue el Lancia Lambda, de 1923.
Los primeros vehículos de gran serie en tener carrocería autoportante fueron el Chrysler Airflow y el Citroën Traction Avant.
El Volkswagen Escarabajo de 1938 tenía una carrocería semimonocasco, ya que tenía bastidor independiente, pero este necesitaba también de la carrocería para soportar el peso del vehículo.
La Segunda Guerra Mundial provocó un alto en el desarrollo automovilístico, pero después de esta, la carrocería autoportante se fue difundiendo. El Morris Minor de 1948 fue un vehículo de posguerra que adoptó tempranamente la técnica.
El Ford Consul introdujo una variante de carrocería autoportante llamada unit body o unibody, en la que los distintos paneles de la carrocería se atornillaban a una estructura monocasco.
Otros vehículos (por ejemplo el Chevrolet Camaro de 1967) utilizaron una técnica mixta, en la que un semimonocasco se combinaba con un bastidor parcial (subchasis) que soportaba al motor, al puente delantero y a la transmisión. Esta técnica combinaba la rigidez y la resistencia de la carrocería autoportante con la facilidad de fabricación del vehículo con bastidor independiente. Este sistema aún se encuentran en algunas SUV de las marcas japonesas Toyota, Mitsubishi y Suzuki para obtener mayor rigidez torsional y tener a la vez la ventaja monocasco en las SUV que requieran mayor resistencia al maltrato. Los inconvenientes eran desajustes entre el bastidor parcial y la carrocería, que se soluciona ahora con puntos de soldadura de nueva generación y adhesivos especiales.
Actualmente, casi todos los automóviles se construyen con la técnica de monocasco, realizándose las uniones entre las distintas partes mediante soldadura de puntos. En los vehículos modernos, hasta los cristales forman parte de la estructura del vehículo para darle fortaleza y rigidez.

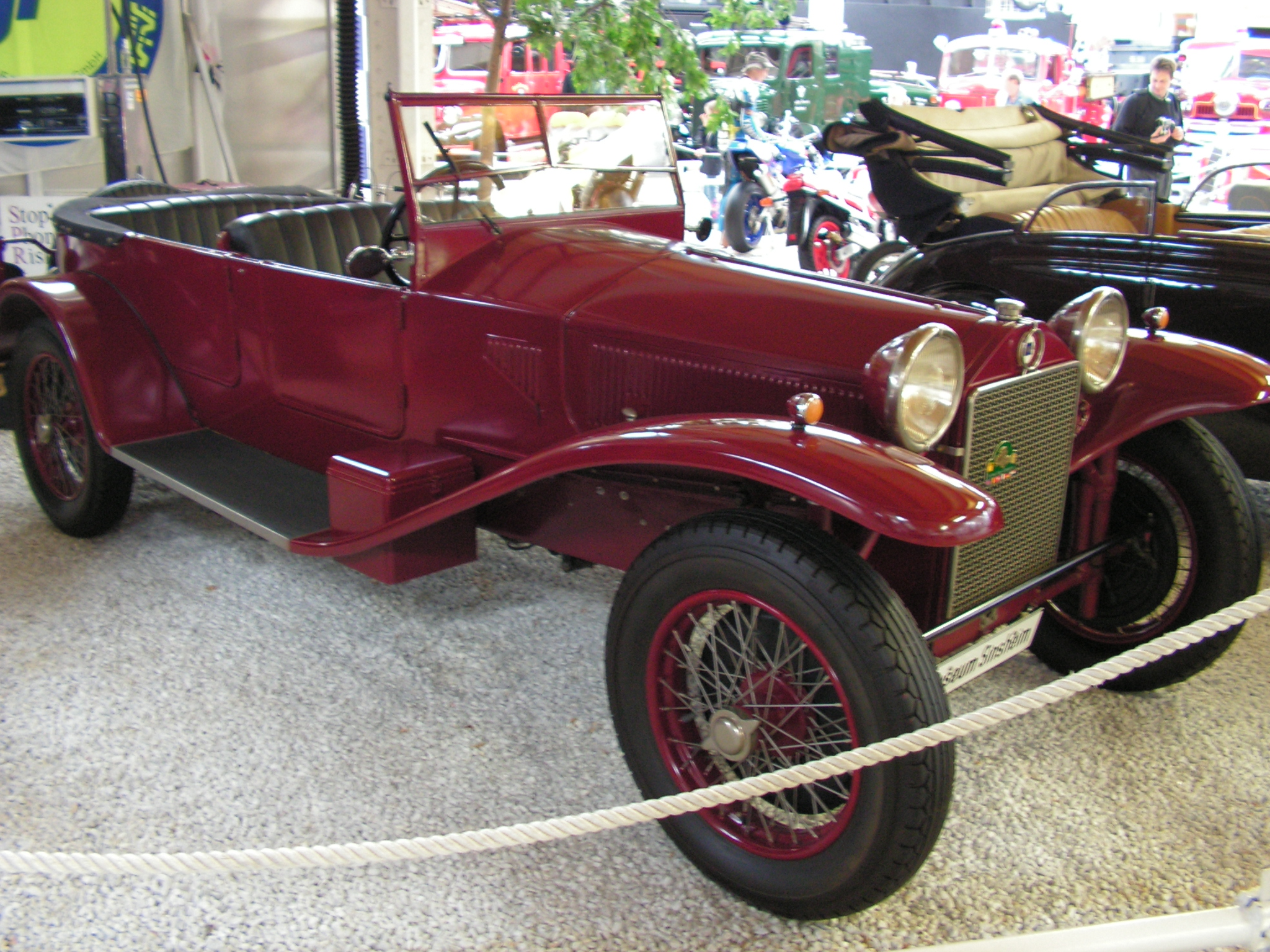
Lancia Lambda, primer vehículo con carrocería autoportante
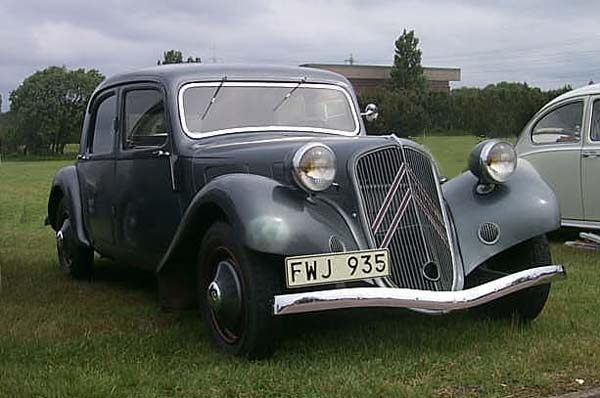
Citroën Traction Avant 1934
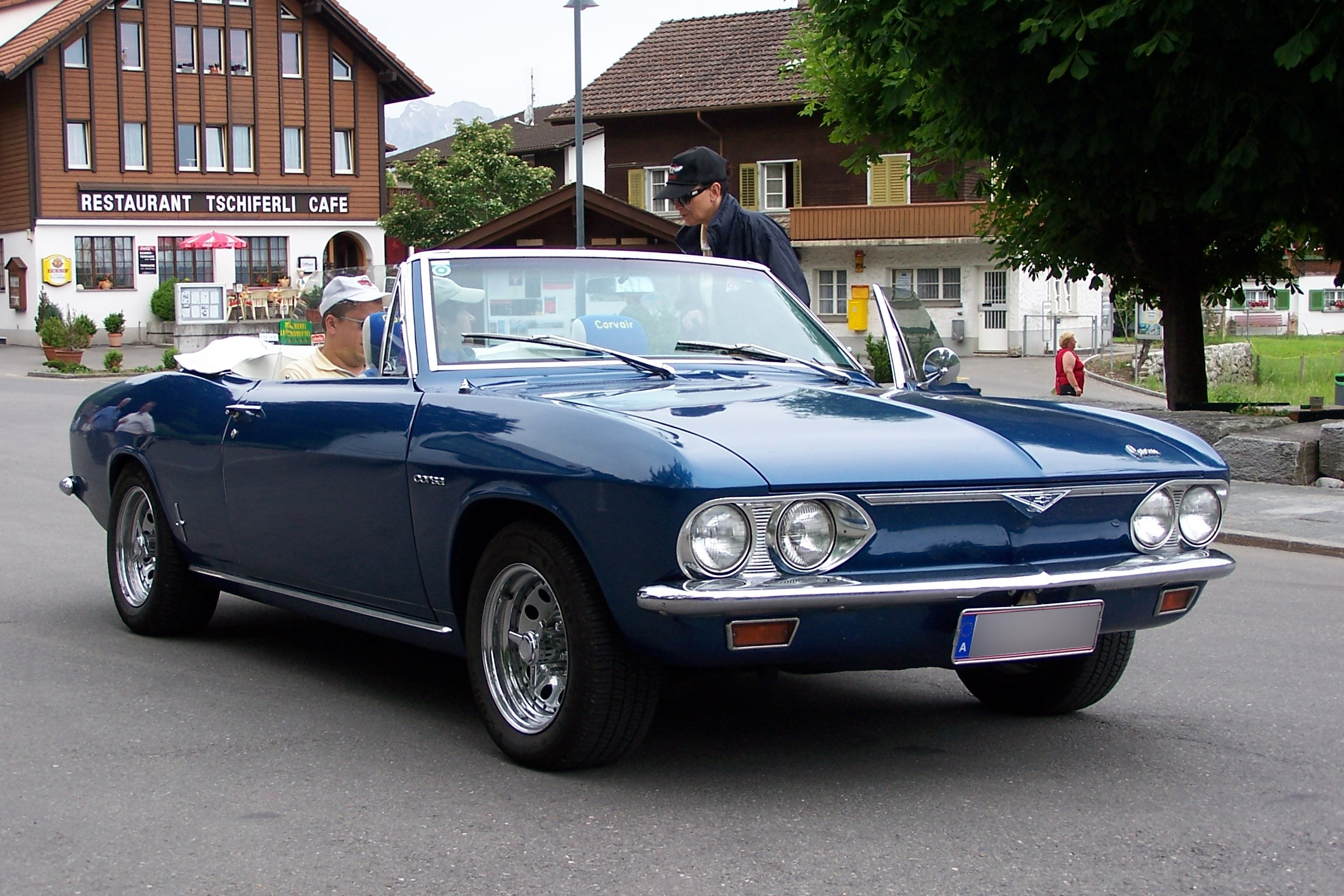
En 1960 Detroit tuvo grandes innovaciones en la construcción autoportante, aquí el  Chevrolet Corvair

### Tubular
La carrocería tubular o superligera ("superleggera" en italiano), es un tipo de carrocería utilizado en vehículos clásicos deportivos de mediados del siglo XX y por los grupos B de los años 1980. Fue creada por el carrocero italiano Touring en 1937. Esta técnica utiliza como estructura del vehículo una red de finos tubos metálicos soldados, recubierta después con láminas metálicas, frecuentemente de metales exóticos tales como aluminio o magnesio.
Esta técnica consigue una carrocería de gran rigidez y resistencia con muy poco peso. Por otra parte, la fabricación es muy cara y laboriosa.
La técnica todavía se utiliza en modelos deportivos hechos a mano.

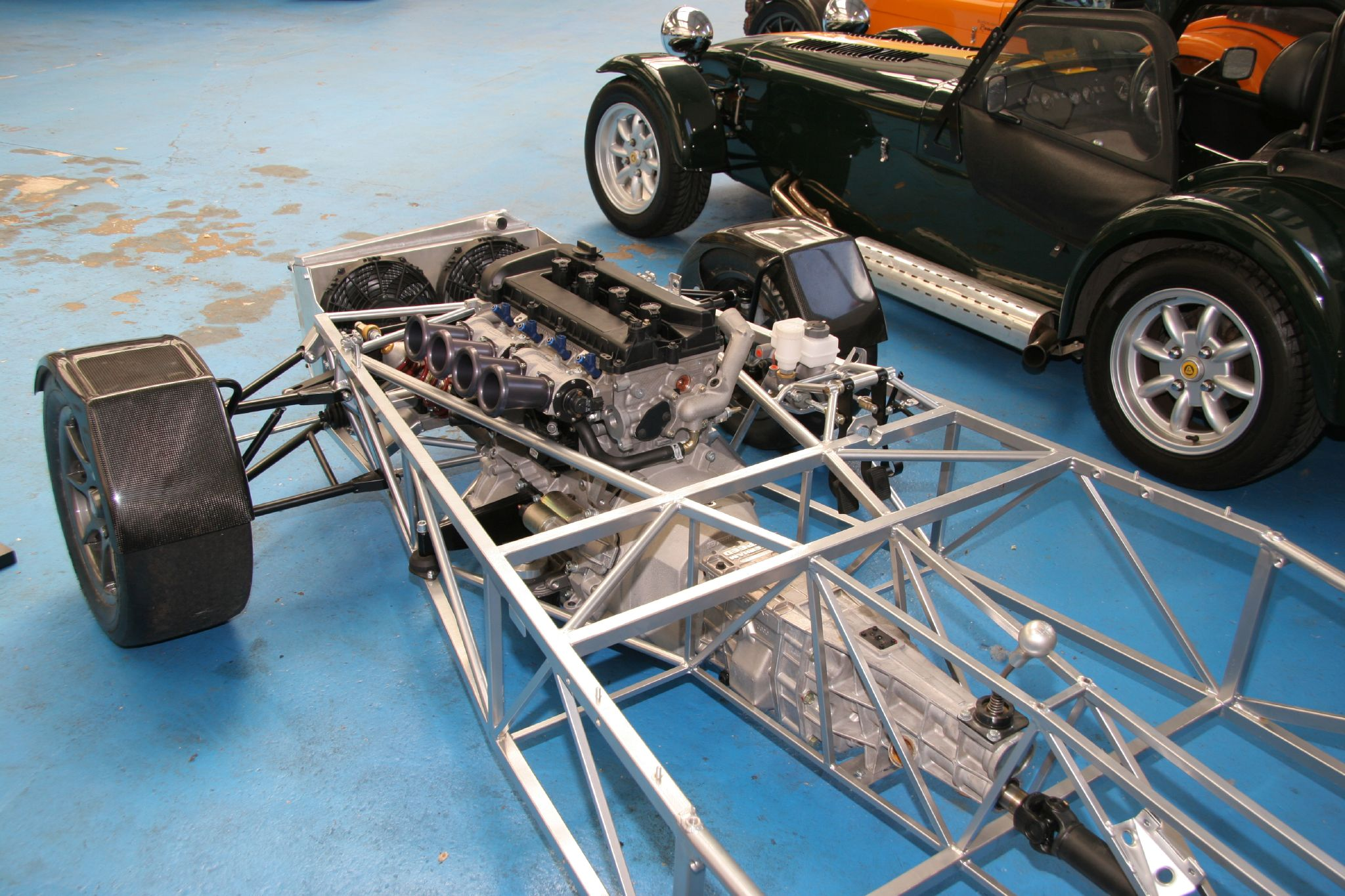
Estructura tubular de un Caterham Seven actual
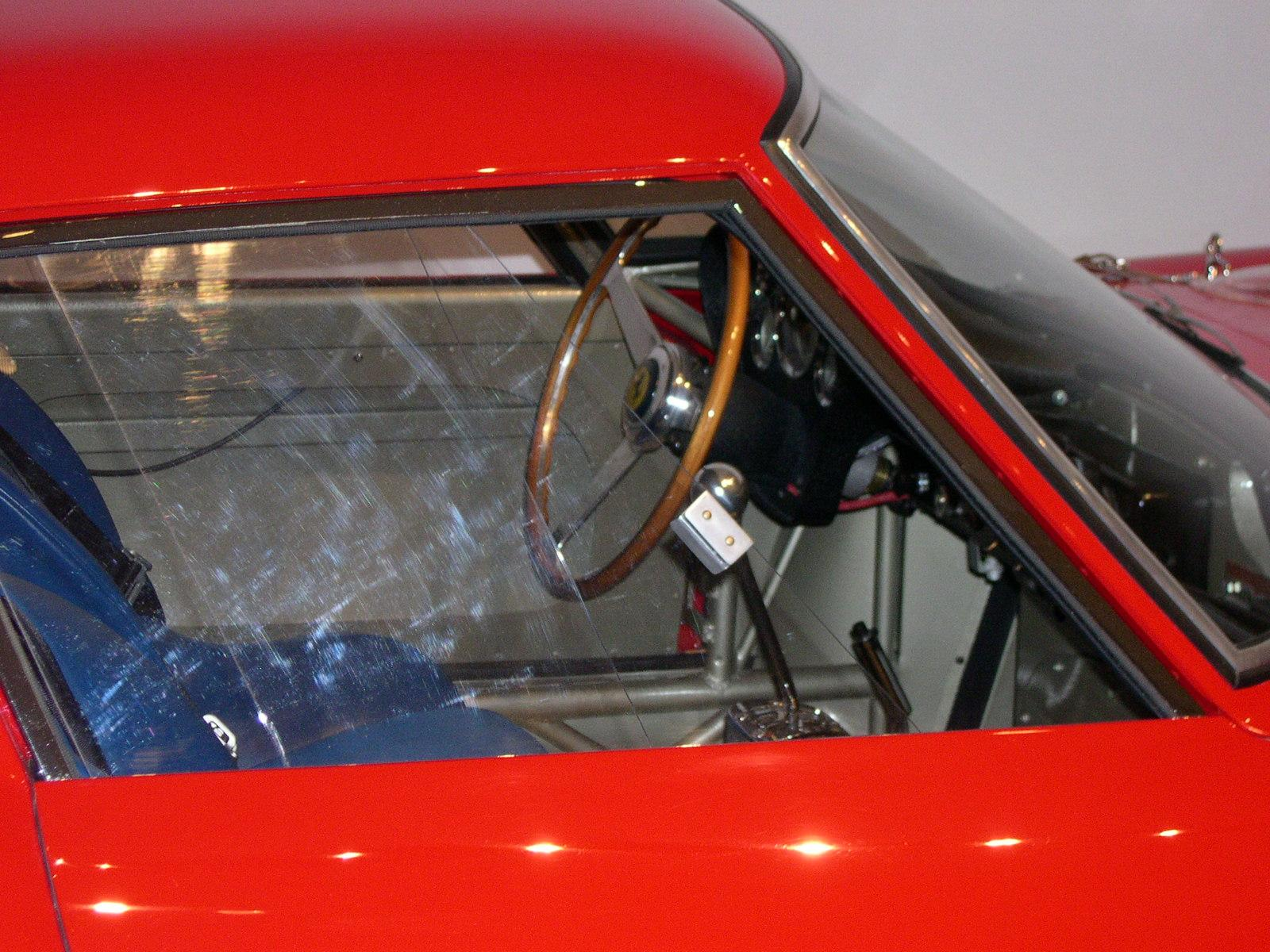
Estructura tubular en el habitáculo de un Ferrari 250 GTO de 1962

## Carrocerías según número de volúmenes

### Monovolumen
Un monovolumen es una carrocería en la que no se diferencia más de un volumen.   La zona del motor, la cabina y el maletero están completamente integrados. Generalmente, un monovolumen es más alto que un automóvil de turismo (1,6 a 1,8 m contra 1,4 a 1,5 m).
Los monovolúmenes grandes y algunos compactos (desde 4,40 metros en adelante) tienen frecuentemente tres filas de asientos, mientras que los más pequeños solo tienen dos filas.

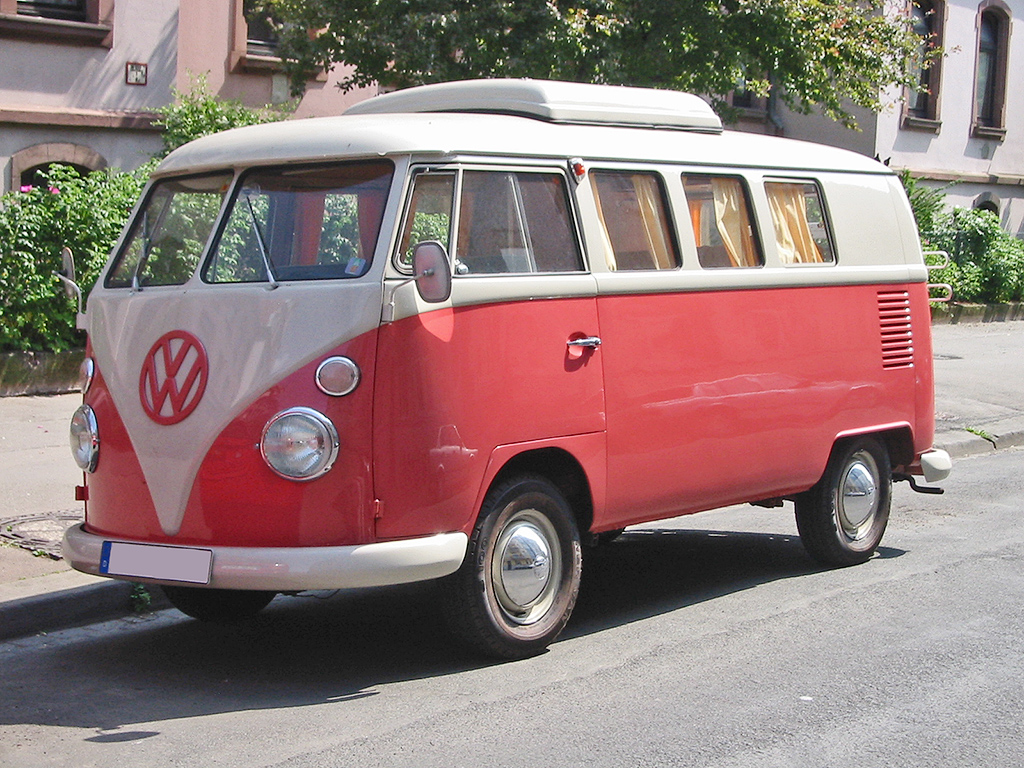
Volkswagen Combi, clásico monovolumen por excelencia
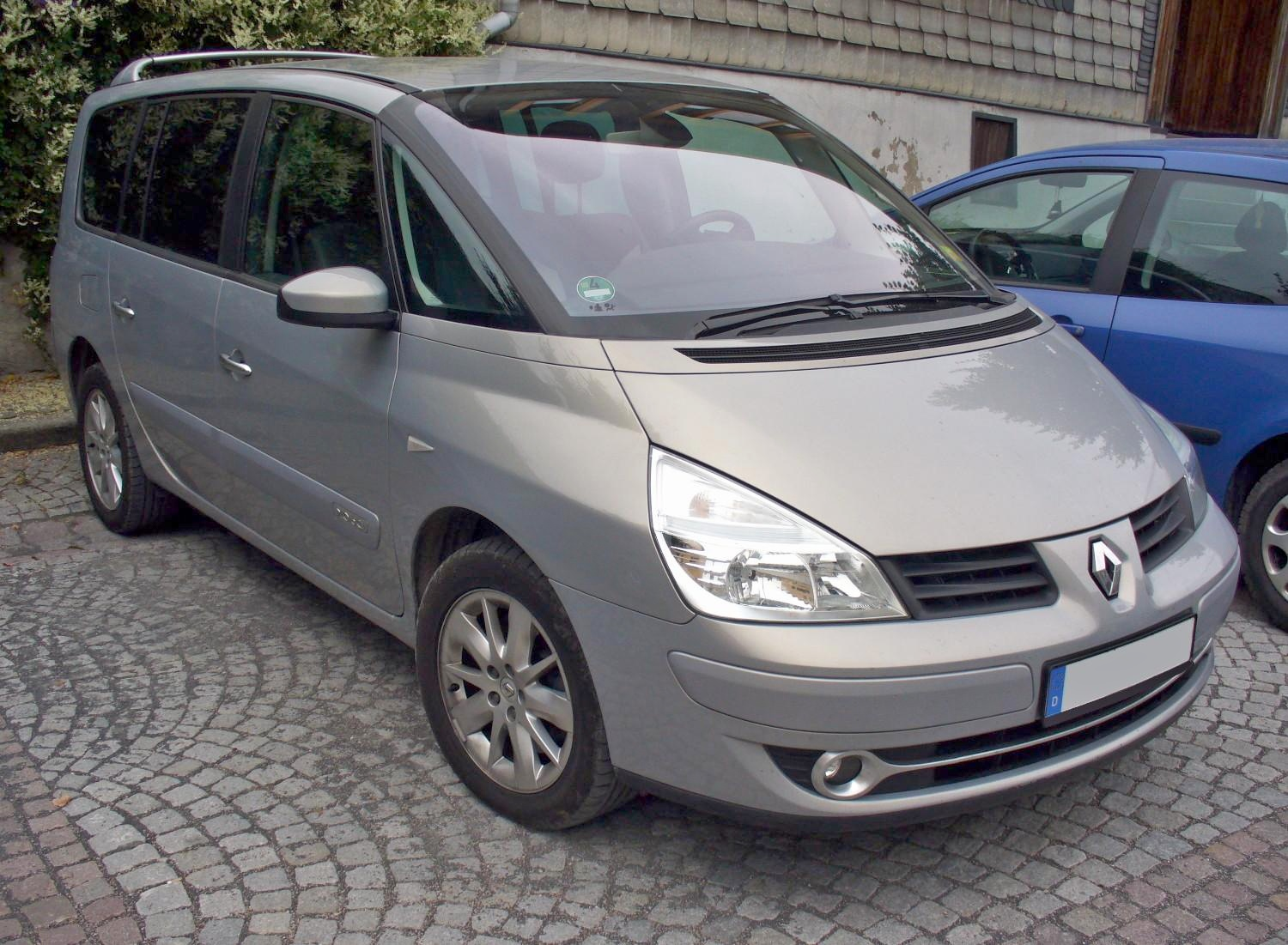
Monovolumen Renault Espace
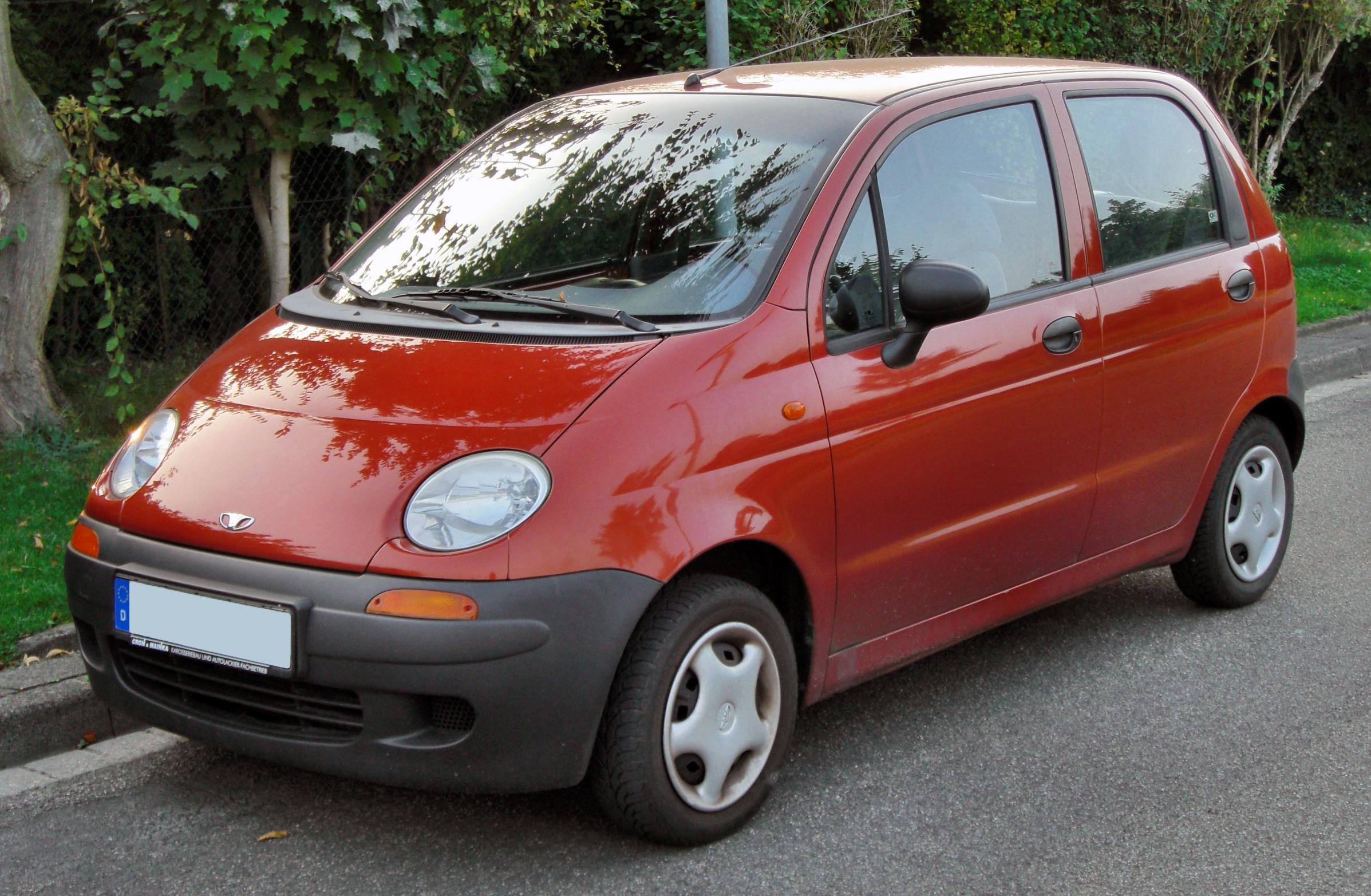
Monovolumen Daewoo Matiz primera generación

### Dos volúmenes
Diseños de dos volúmenes articulan un volumen para el capó con el motor y un volumen que combina el compartimiento de pasajeros y de carga, por ejemplo, familiar o rural o hatchbacks de tres o cinco puertas, y minivans como el Chrysler Voyager.

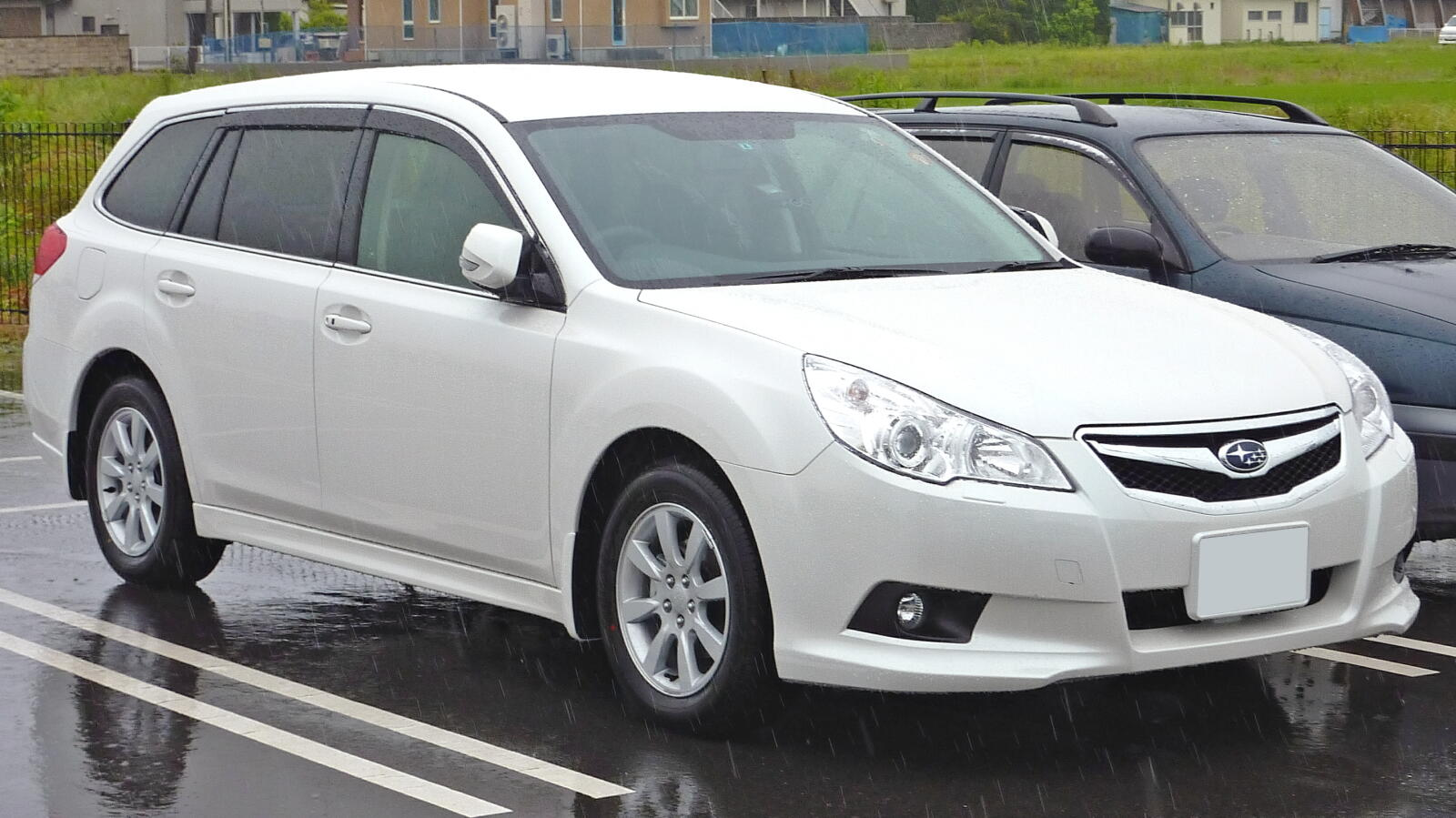
Dos volúmenes Subaru Legacy
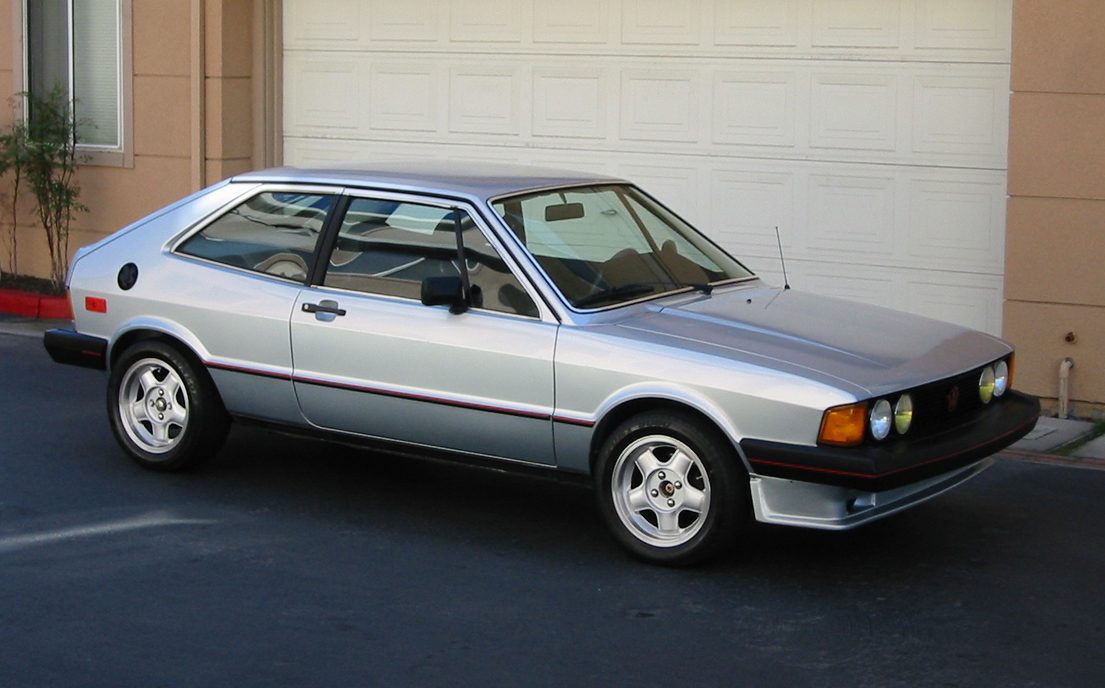
Dos volúmenes Volkswagen Scirocco
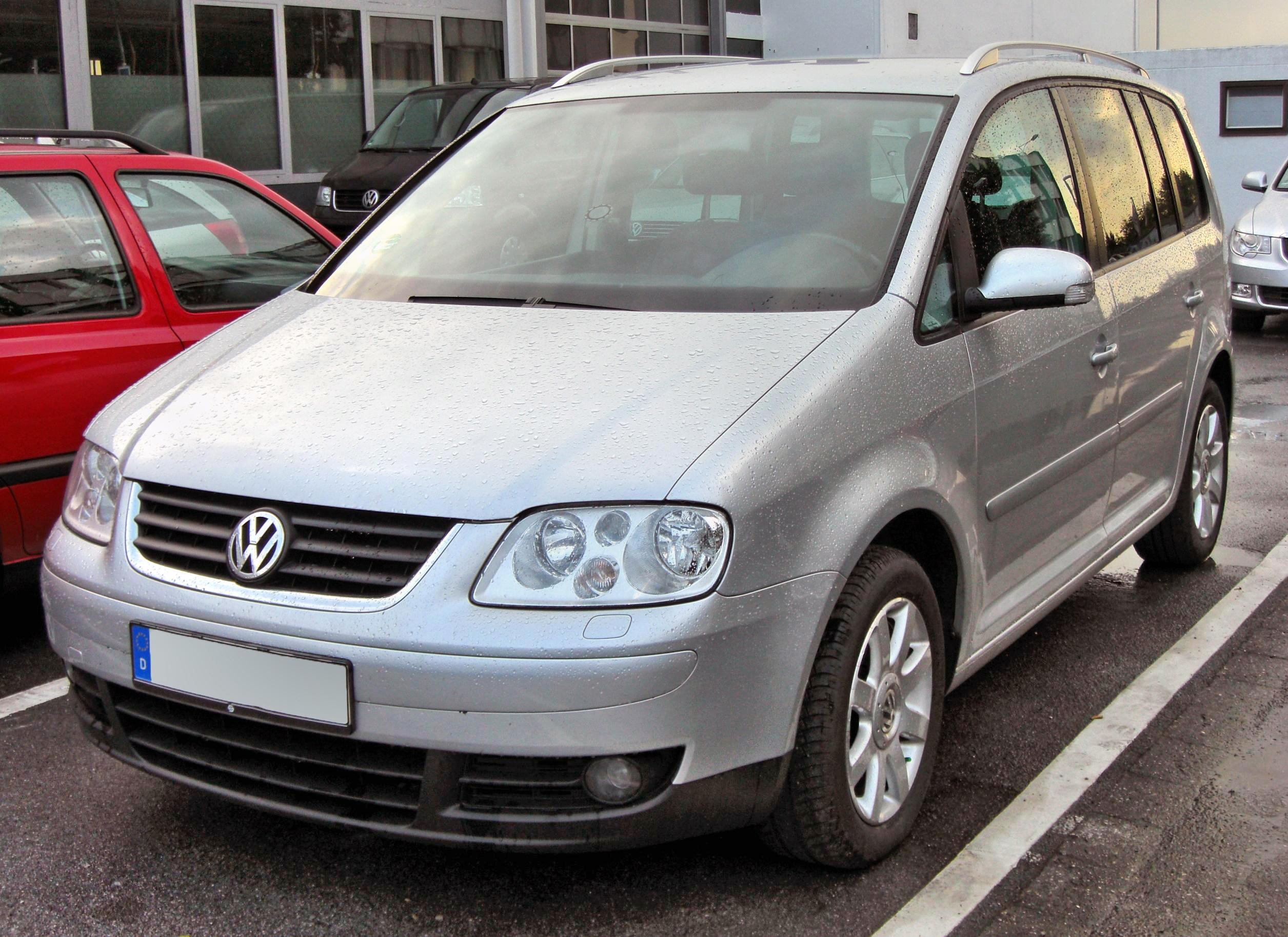
Dos volúmenes Volkswagen Touran

### Tres volúmenes
En un tres volúmenes o tricuerpo se distinguen claramente los tres volúmenes: un volumen para el capó con el motor, otro volumen para el habitáculo y un tercero para el compartimento de carga.
Los sedanes son casi siempre de tres volúmenes, y numerosos cupés también los son. Algunas raras excepciones a esta regla son el SEAT Toledo de primera generación y el Daihatsu Applause.

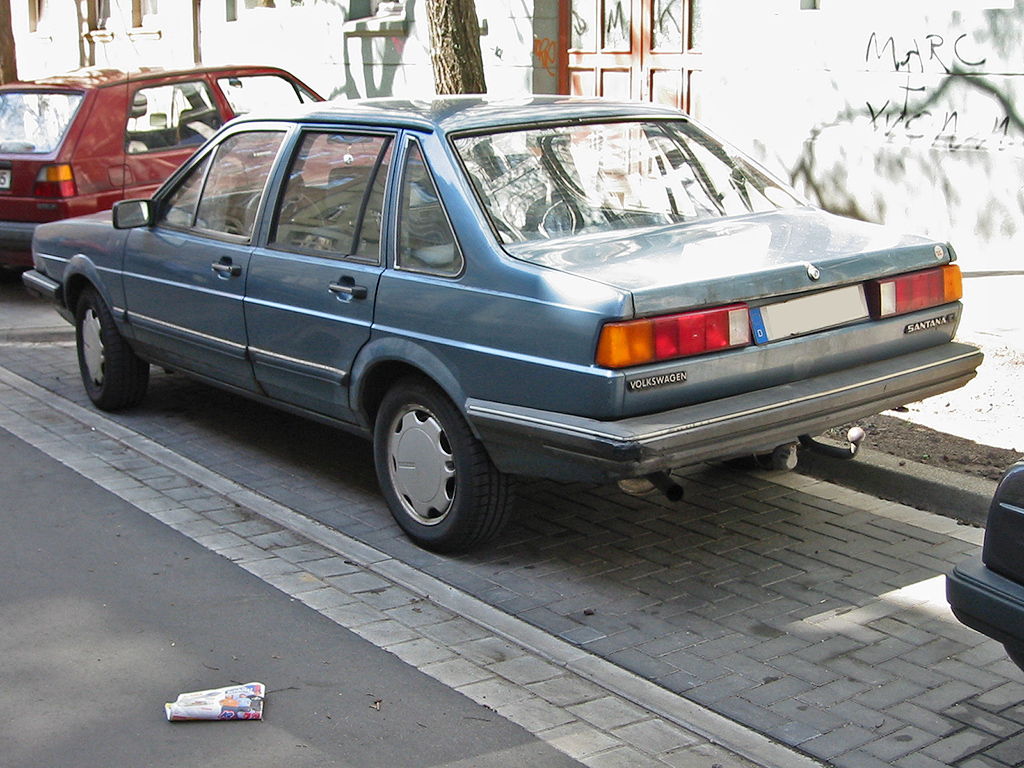
Volkswagen Santana, versión de tres volúmenes
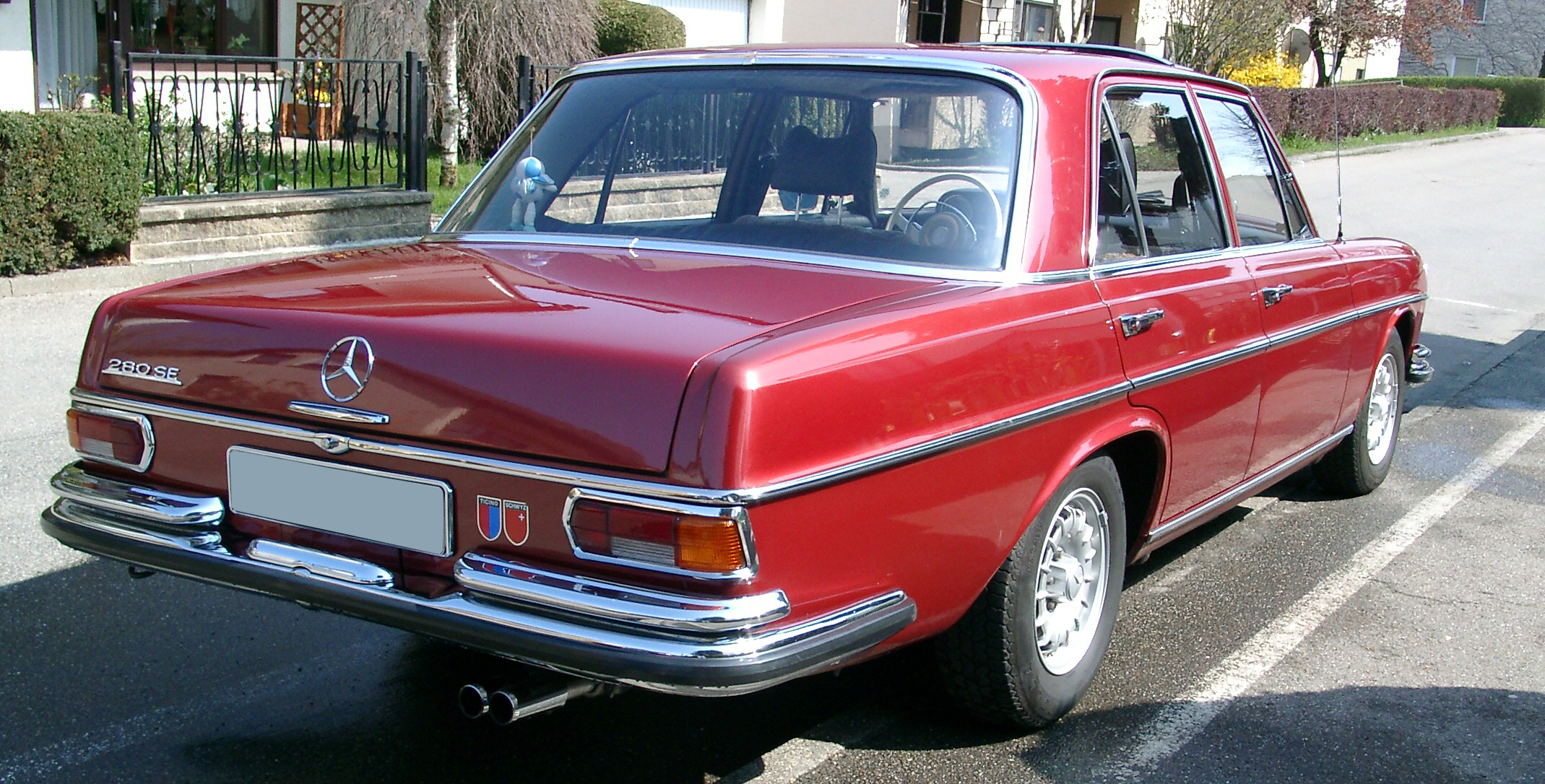
Tres volúmenes Mercedes Benz de los años 60
Daimler Super V8 (1998)

## Carrocerías según forma
Los automóviles tienen distintas formas de carrocería. Algunas de estas formas están en producción, otras tienen un interés meramente histórico. Parte de esas formas reciben el nombre del diseño equivalente que tenían los coches de caballos antes de aparecer el automóvil.
Se listan a continuación los estilos en uso y su significado actual.

### Sedán
Sedán es un tipo de carrocería típica de un automóvil de turismo; es un tres volúmenes en el que la tapa del maletero no incluye al vidrio trasero, por lo que este está fijo y el maletero está separado de la cabina. El maletero se extiende horizontalmente desde la parte inferior de la luna trasera algunas decenas de centímetros hacia atrás. La cantidad de puertas es la de las puertas laterales, prácticamente siempre dos o cuatro. Se denominan "berlina", si se trata de un sedán de gran tamaño.
También, en países hispanos, se les denomina sedán a los vehículos de dos volúmenes, ya que poseen capacidad para cuatro a cinco personas, a pesar de estar incorporada la luneta al portón trasero.

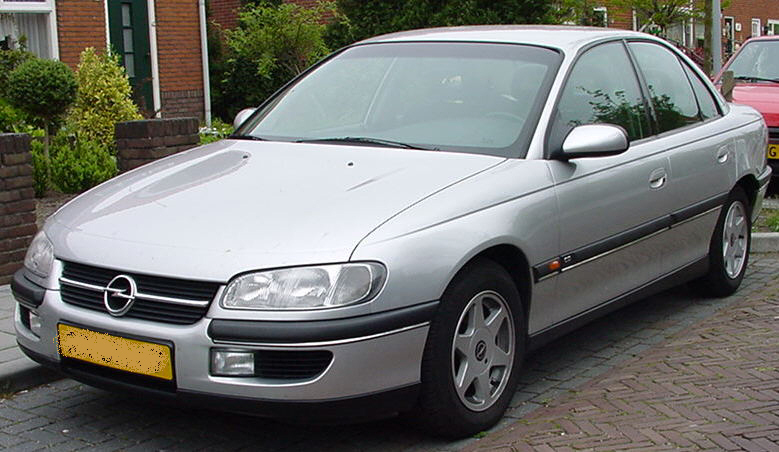
Opel Omega sedán
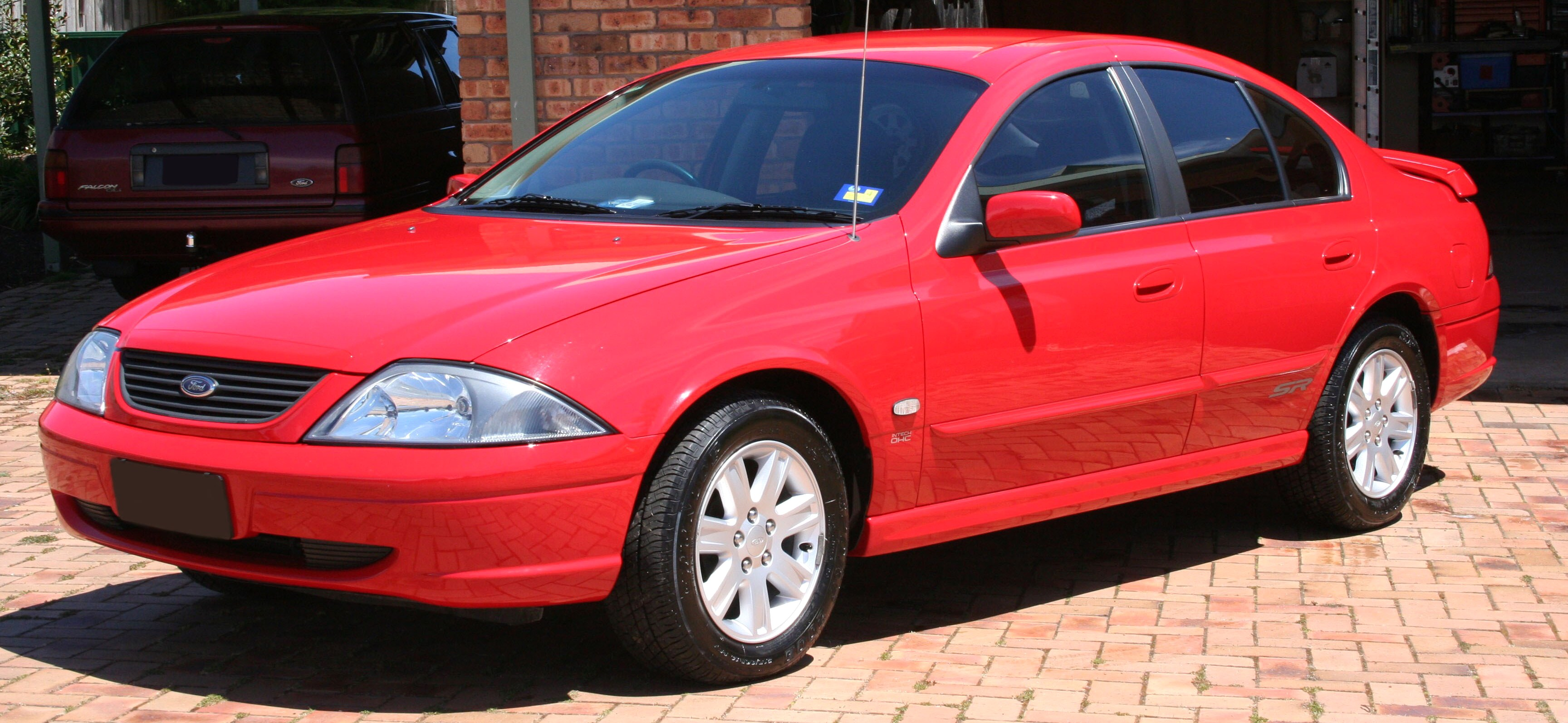
Ford Falcon sedán australiano

### Tres puertas, cinco puertas
El portón trasero (tercera o quinta puerta, según el vehículo tenga dos o cuatro puertas laterales), incluye al cristal trasero y se abre vertical o casi verticalmente para permitir el acceso a la zona de carga. En inglés se llama a este vehículo "hatchback".
En países anglófonos se diferencia además el "liftback", que es un automóvil con una quinta puerta no vertical, sino inclinada suavemente.
También, en países latinos se les denomina sedán a pesar de no tener tres volúmenes.
Los automóviles todoterrenos, los monovolúmenes y las furgonetas también tienen normalmente un portón trasero; no obstante, los términos "tres puertas" y "cinco puertas" se suelen reservar para los turismos.

### Familiar o Station Wagon
Un familiar, rural, rubia, ranchera o estanciera es un automóvil con el techo elevado hasta el portón trasero, que sirve para acceder a la plataforma de carga. 
Los fabricantes suelen utilizar los términos correspondientes en otros idiomas: break en Francia (un falso anglicismo); kombi, tourer, touring o avant en Alemania y Suecia; station wagon en inglés norteamericano (incluida la mayor parte de Canadá) y estate en inglés británico.
Dado que los términos familiar y station wagon tienen, para ciertos compradores, cierto estigma de designar a vehículos aburridos, algunos fabricantes han creado nombres alternativos, más sugerentes y estimulantes, para sus versiones familiares. Cabe destacar que el Volvo 240 Familiar ha salido en muchas películas de Hollywood, «estrella» por sí solo. También son comunes los:

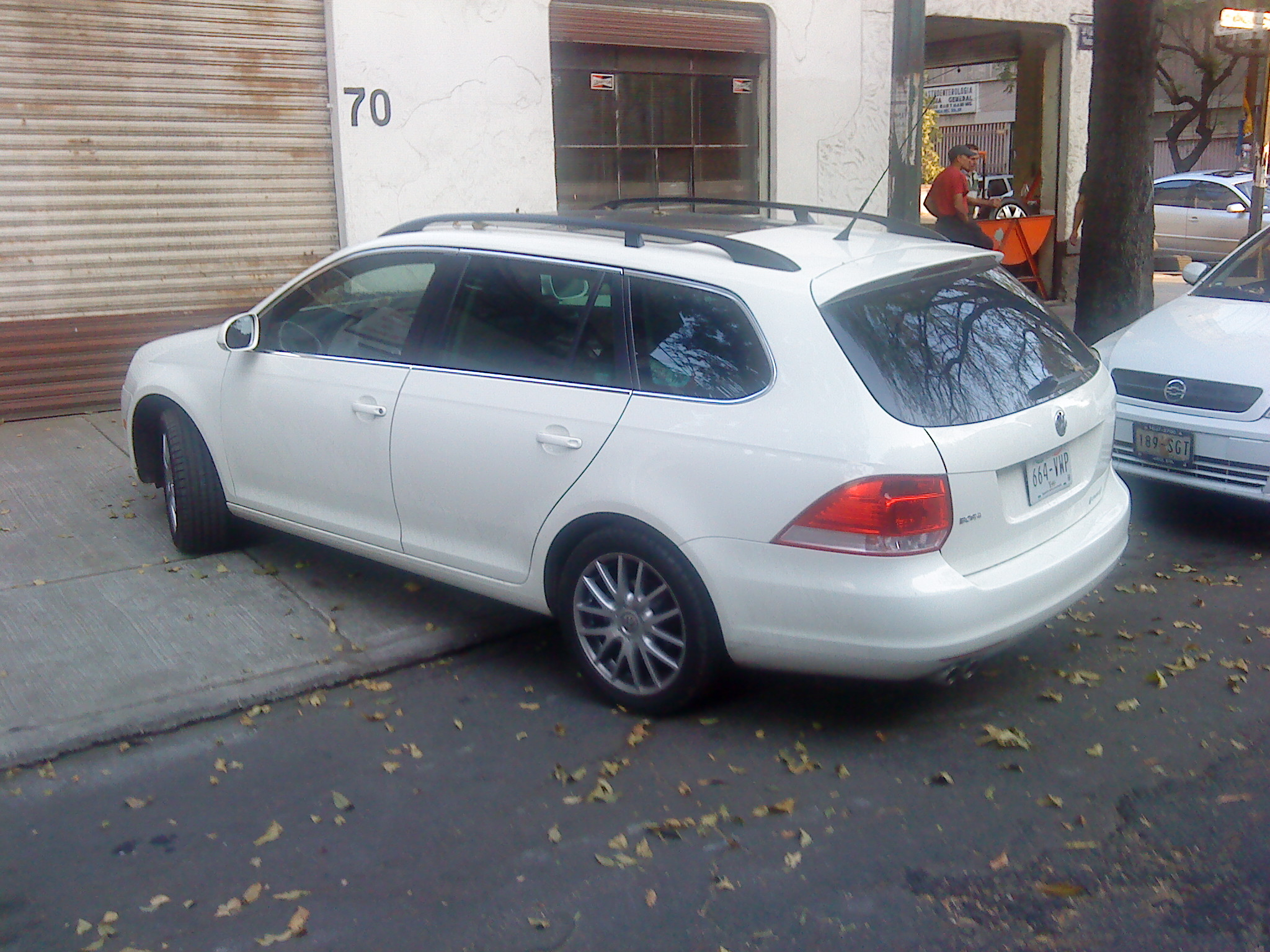
Volkswagen Jetta Sportwagen
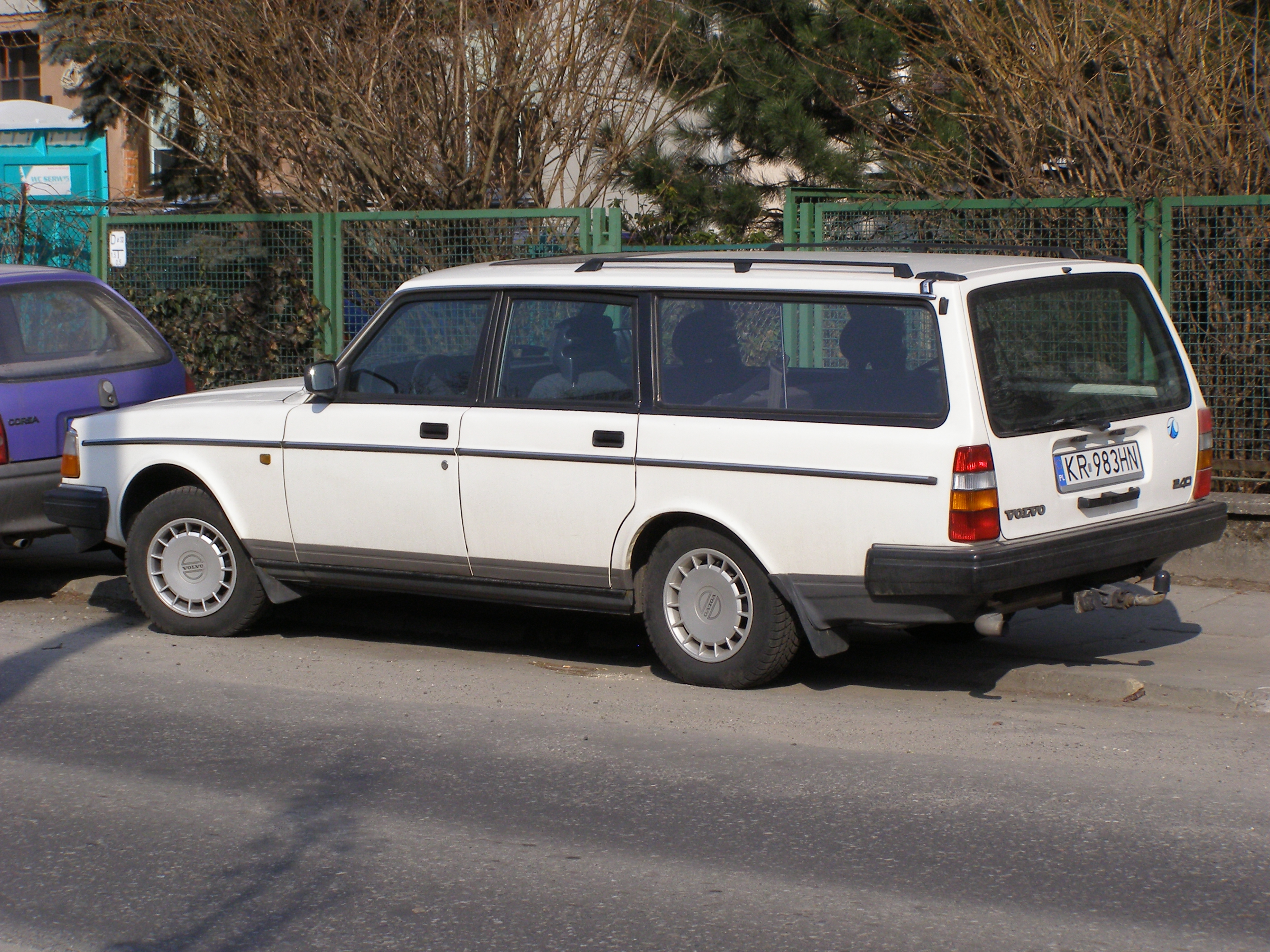
Volvo 240 familiar

#### Woodies
Estos vehículos fueron denominados «rubias» en España, dado que la madera con la que se construían solía ser de color claro. Era normal que, al hablar en una revista especializada española contemporánea de, digamos, un Seat 1500 Familiar, se le llamase «Seat 1500 Rubia», a pesar de que no hubiese madera auténtica ni simulada en este vehículo. Otras denominaciones para esta carrocería (y para el «Familiar») fueron Ranchera y Jardinera.
La historia del woodie (de wood, «madera» en inglés, y woodie, «hecho de madera») es una historia de cambios tecnológicos y sociales.
En los años 1920, algunos carroceros empezaron a adaptar chasis de sedanes para transportar bultos. Esta adaptación les daba una forma muy parecida a lo que actualmente llamamos familiar o station wagon. Dado que los coches de aquella época tenían el chasis independiente de la carrocería, era posible hacer cambios en la carrocería sin afectar a la estructura básica del vehículo, por lo que los paneles de carrocería modificados solían ser de madera, ya que este material hacía posible una transformación artesanal, dado que el estampar paneles metálicos requiere de una gran inversión inicial.
En aquella época el coche era aún un artículo minoritario, y el método de transporte más popular era el ferrocarril, surgiendo así para muchos hoteles el problema de que sus clientes necesitaban transportar maletas y bultos desde la estación de ferrocarril hasta el hotel. Los hoteles, consecuentemente, adquirieron flotas de estos vehículos para transportar maletas de clientes desde la estación del tren hasta el hotel. De ahí el nombre «Station Wagon».  
En los años 1930 empezaron a aparecer woodies de lujo. Probablemente por la asociación mental del woodie con el tiempo de ocio y los hoteles de lujo que los empleaban. Lejos de la connotación utilitaria y comercial que el «Familiar» tuvo en Europa, en Estados Unidos el «Woodie» era muchas veces el tope de gama, un vehículo muy caro y cargado de extras, y un símbolo de estatus social.
Hasta esta época, el woodie tuvo los paneles de madera dictados por necesidades técnicas. También son los Toyota Caldina , Corolla o Sprintet , Nissan AD, Mitsubishi Libero .

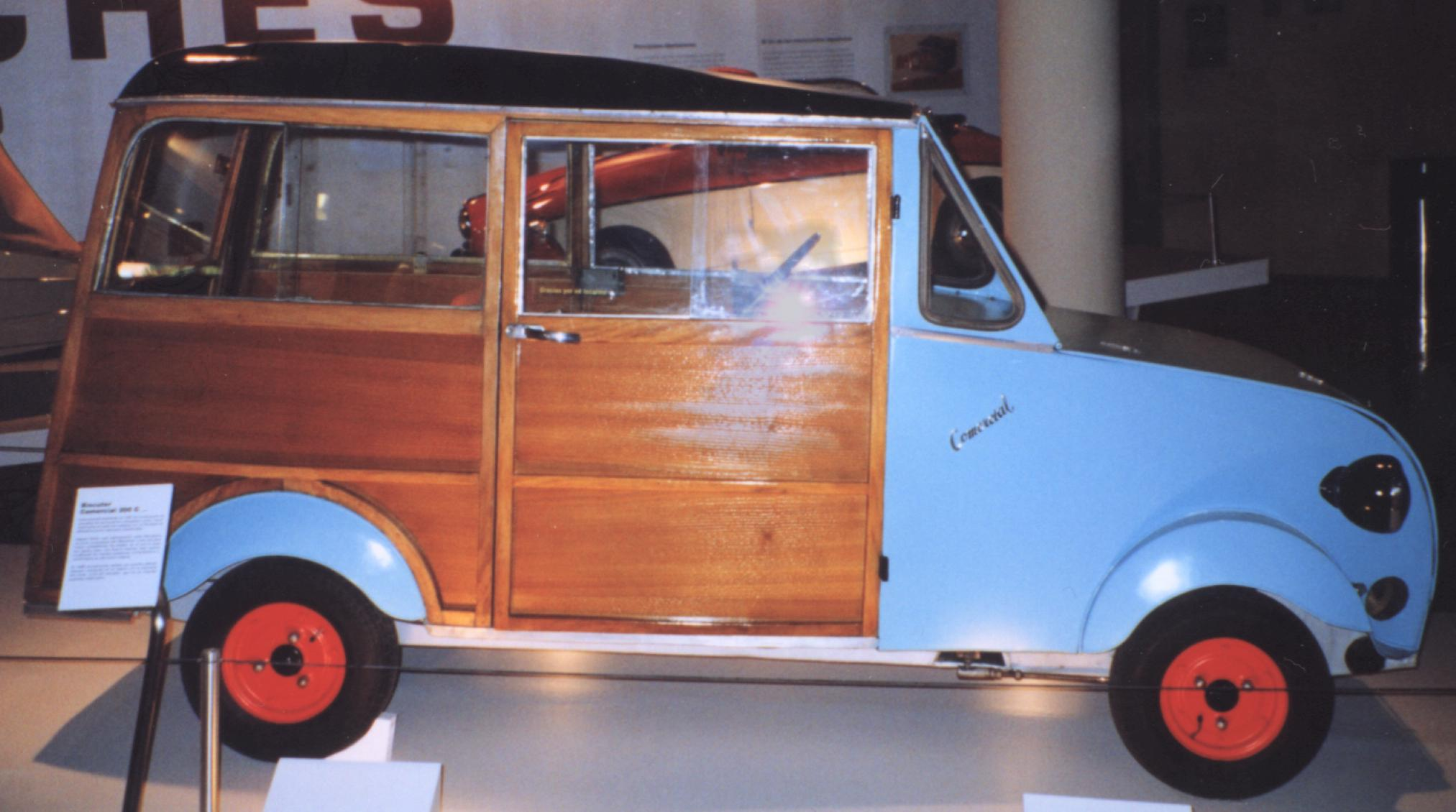
Comercial Biscuter
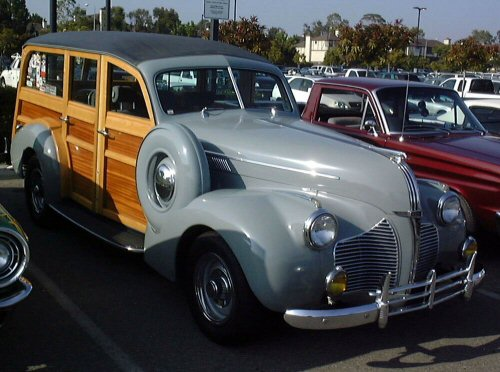
1940 Pontiac Special Series 25 woodie
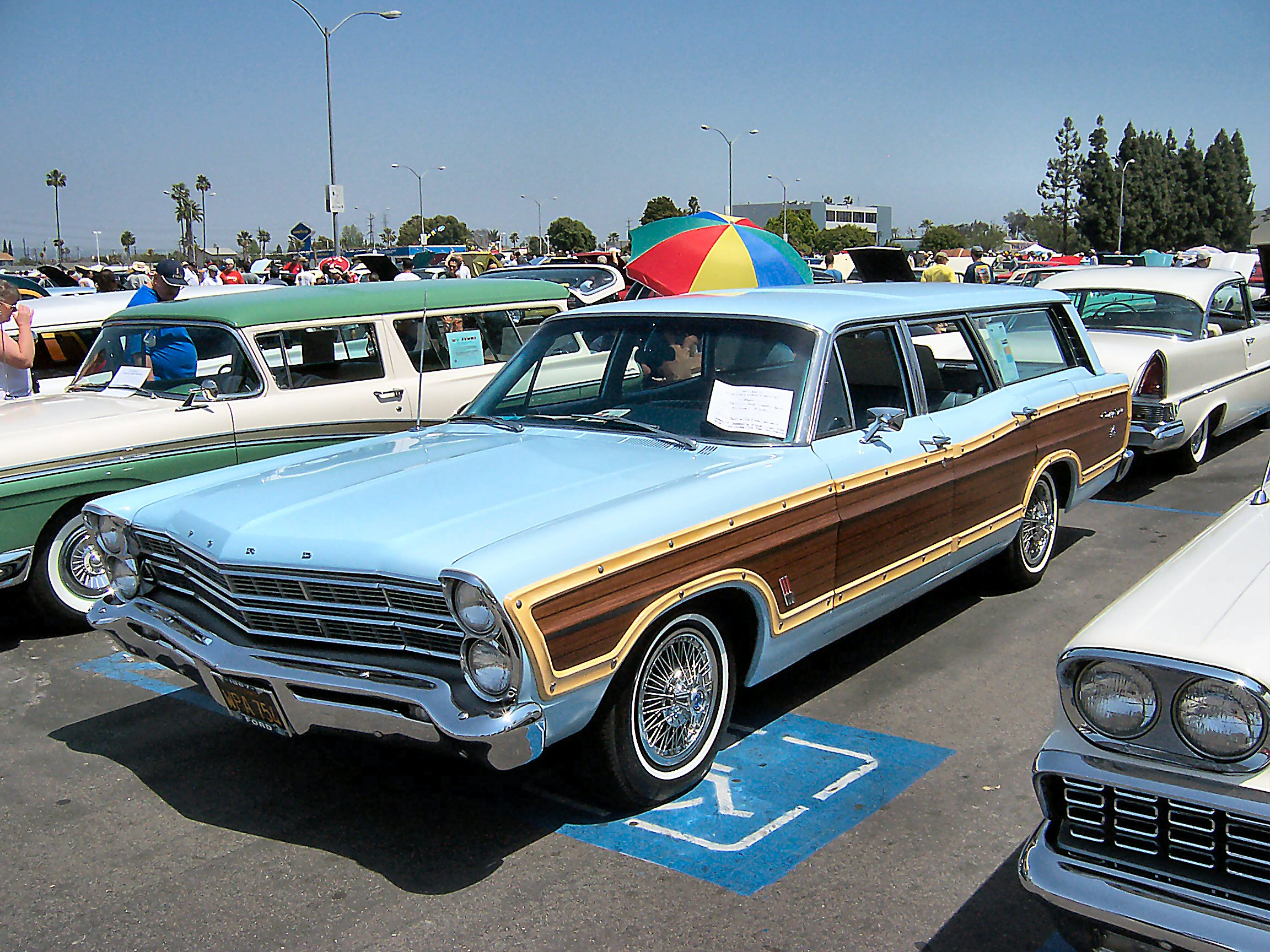
Faux woodie 1967 Ford Country Squire

En los años 1950 los vehículos para transporte de bultos ya eran vehículos de gran serie, y no conversiones artesanales, por lo que estaban construidos exclusivamente con chapa metálica. El woodie ya no tenía ninguna razón de ser, salvo el mantenimiento de unas expectativas psicológicas del comprador sobre como «tenía» que ser un familiar de lujo. La madera, todavía madera auténtica, era ya un mero aplique sobre una carrocería metálica, encareciendo la fabricación y complicando el mantenimiento del vehículo.
En los años 1960 y 1970 el woodie es ya un mero ejercicio de estilo, ya que la «madera» consiste en paneles de vinilo simulando madera adheridos a la superficie de la carrocería

### Cupé
Cupé (o coupé)  es un tipo de carrocería de dos o tres volúmenes. Un cupé se denomina fastback o tricuerpo (notchback), según el ángulo que forma la luneta trasera con la tapa del maletero o del motor. Los cupés, junto con los descapotables, forman el grupo de los automóviles deportivos.
Entre las siguientes fotos se puede apreciar un antiguo Ford Model A Coupé y un Auto Union 1000 coupé, precursor de Audi,  con techo corredizo de lona, 2 puertas sin pilar tipo hardtop y carrocería semi-fastback, coche muy avanzado en su época y muy popular no solo en su país natal sino también en Brasil y Argentina.

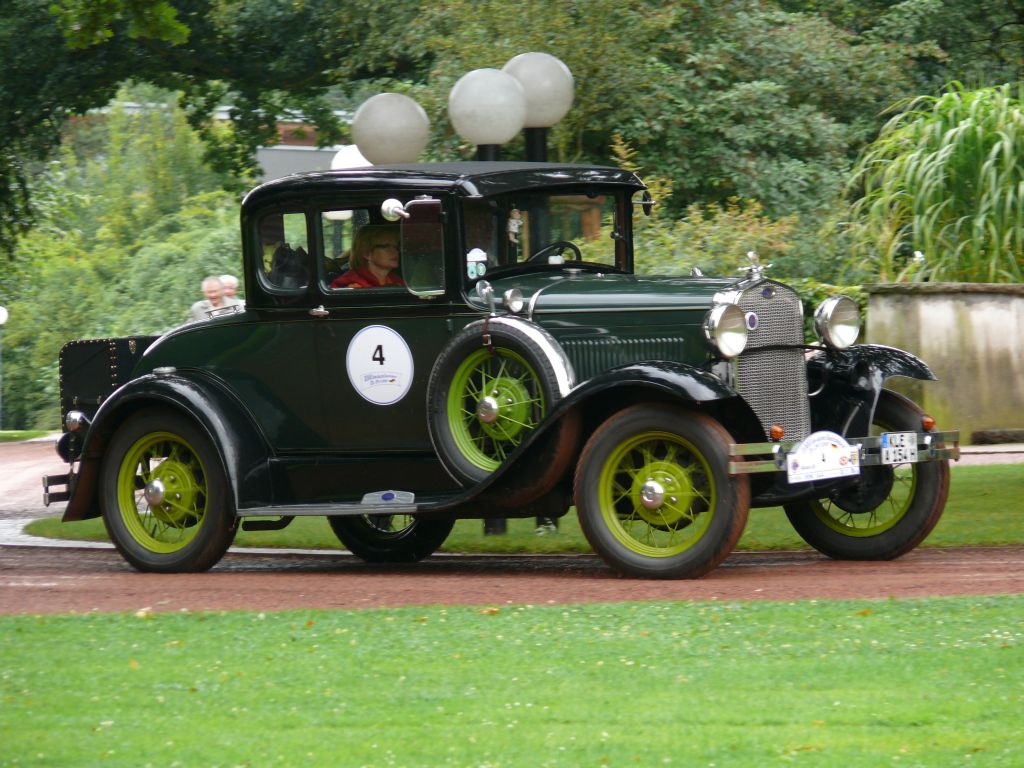
Ford A Coupé
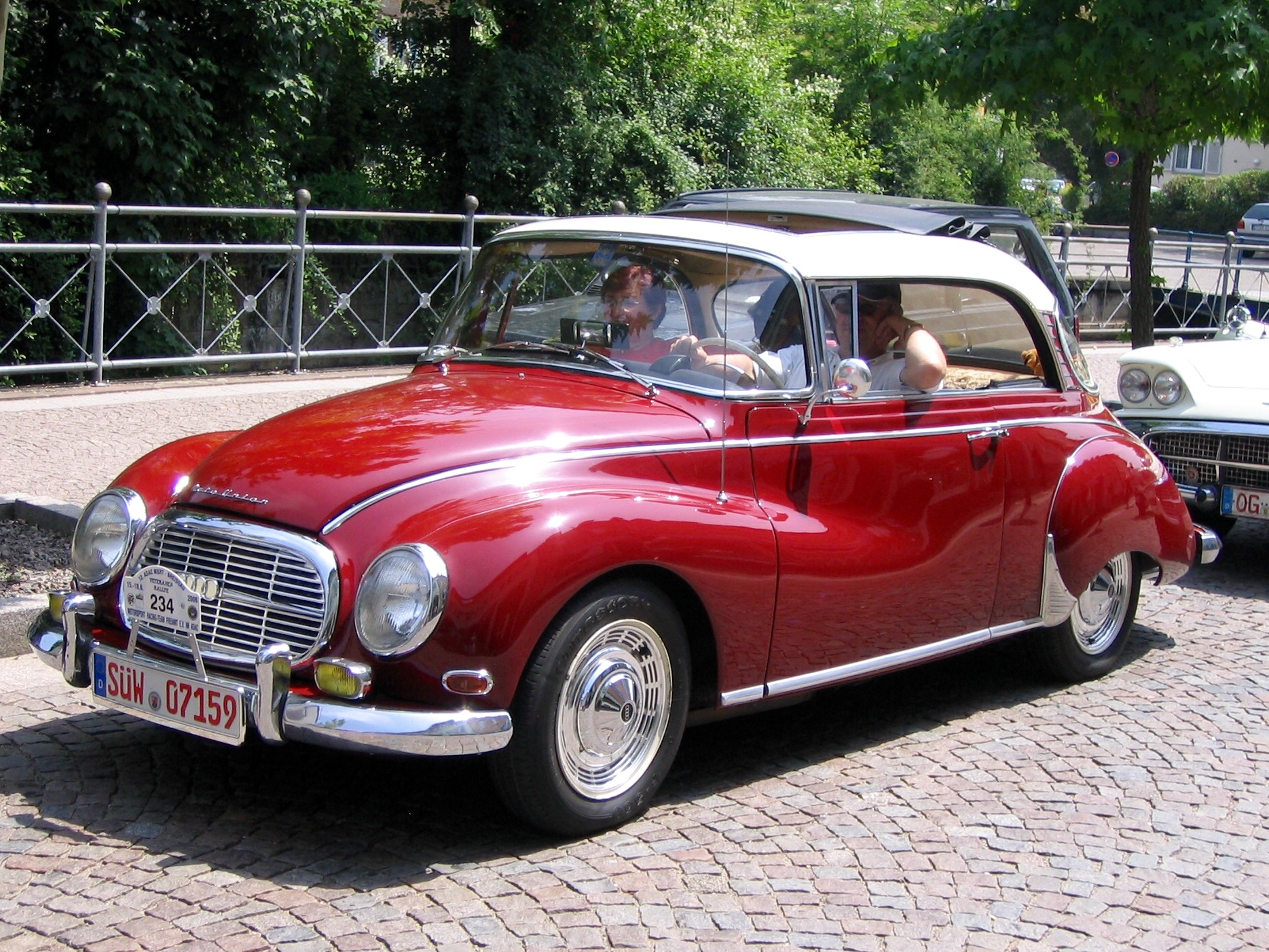
Auto Union 1000 Coupé de los '50
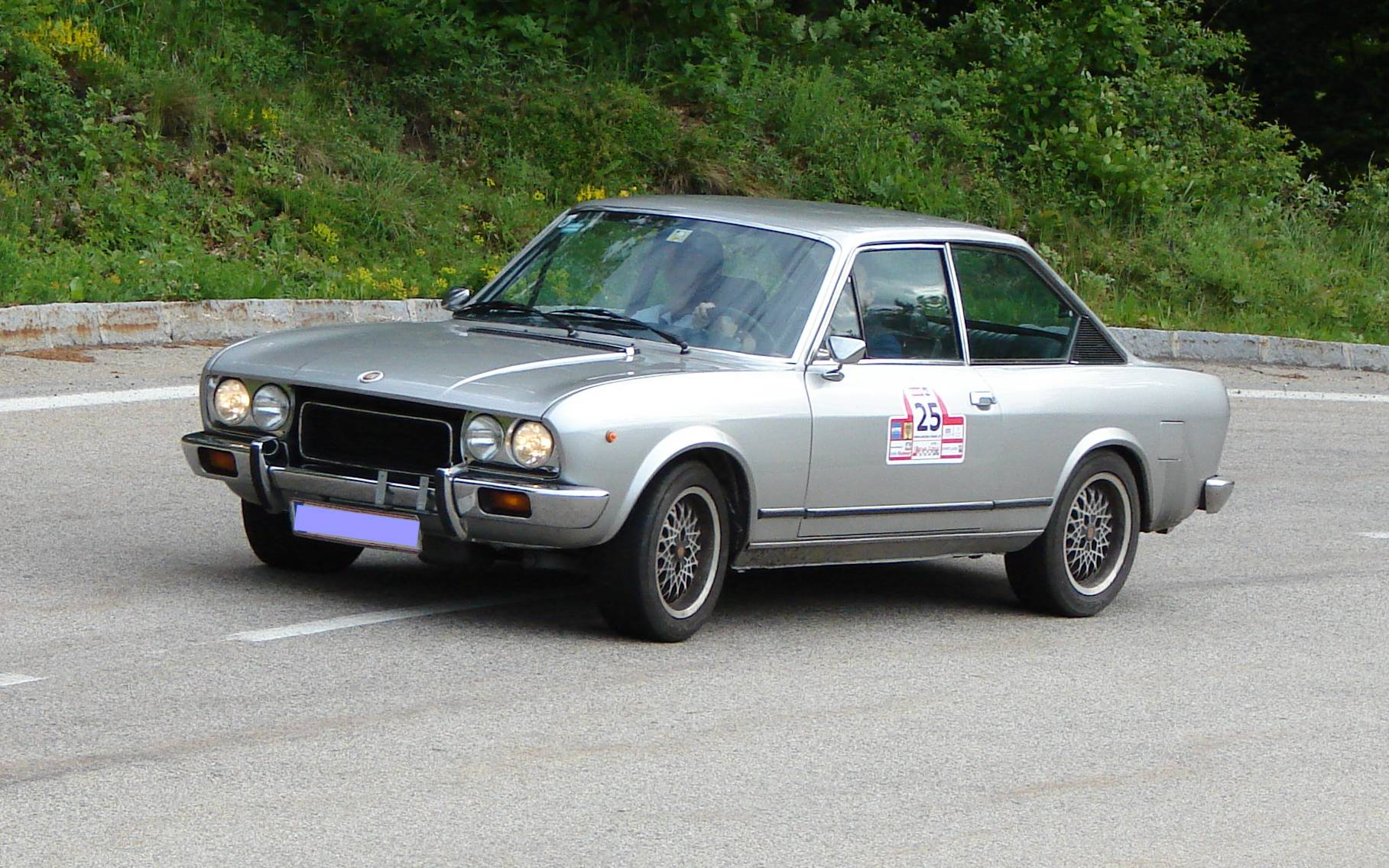
1972 Fiat 124 Coupé 1800
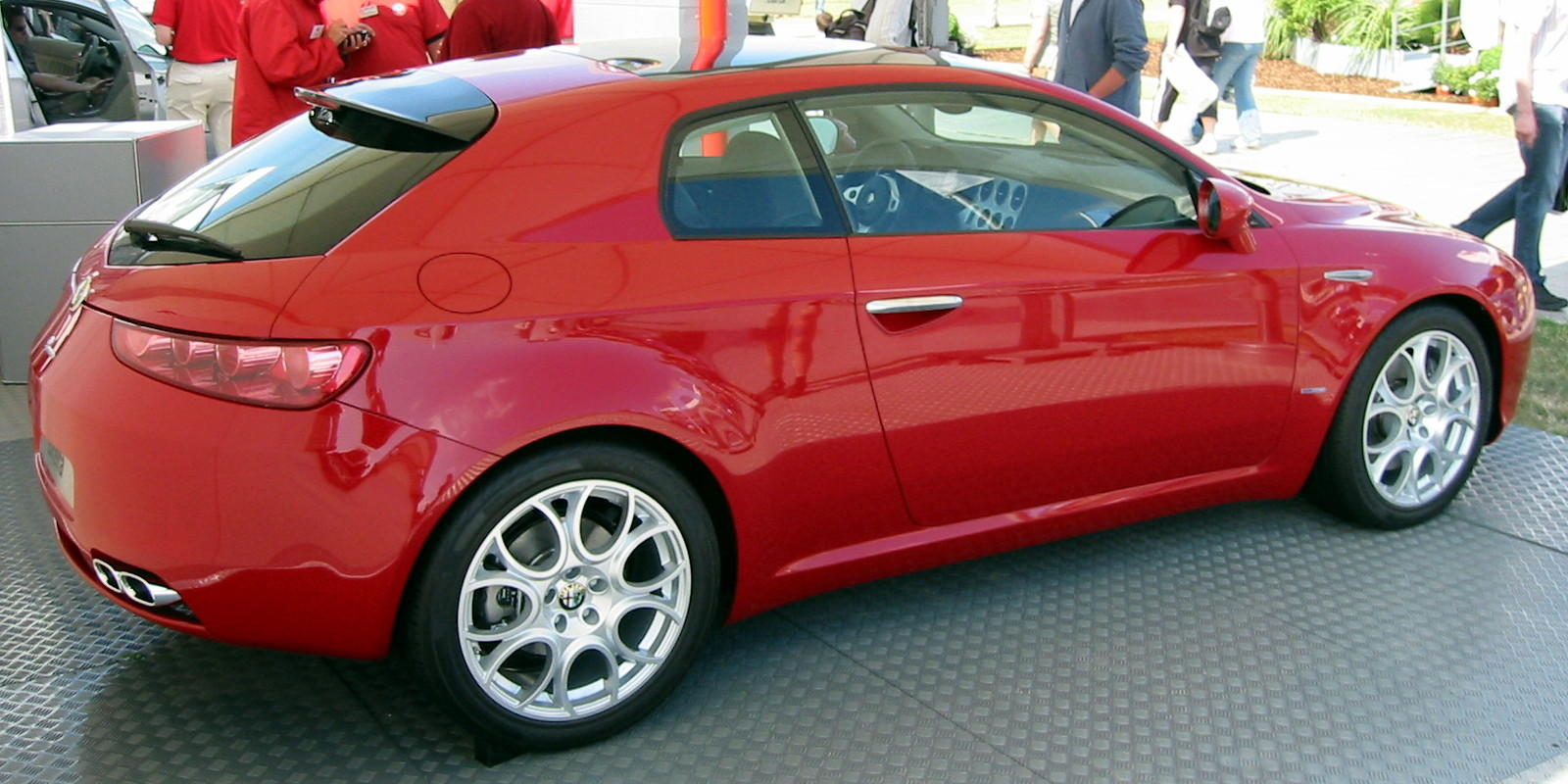
2009 Alfa Romeo Brera Coupé

### Hardtop
Las carrocerías tipo hardtop o «techo duro» eran una especialidad norteamericana. Consistían en una versión sin pilar B  (sin parantes) de un vehículo de serie. 
El propósito del hardtop es conseguir la estética del convertible, pero evitando algunos de sus inconvenientes.
Lo más frecuente es que fuesen vehículos de dos puertas, pero también se llegaron a hacer versiones hardtop de vehículos de cuatro puertas e incluso de familiares.
El hardtop presentaba algunos inconvenientes: 
- La ausencia del pilar B hacía que el vehículo perdiese rigidez torsional y resistencia en caso de vuelco o accidente. Los hardtop, por consiguiente, eran frecuentemente chasis o monocascos de convertibles (y por lo tanto reforzados) a los que se añadía un techo fijo. El hardtop era, por tanto, más pesado que el vehículo normal del que se derivaba, pero con menor rigidez torsional.
- La falta de pilar B en los hardtop de cuatro puertas provocaba problemas de ajuste y de filtraciones de agua entre las puertas. A veces, debido a la flexión de la carrocería, las puertas podían llegar a abrirse sobre la marcha al tomar una curva pronunciada.

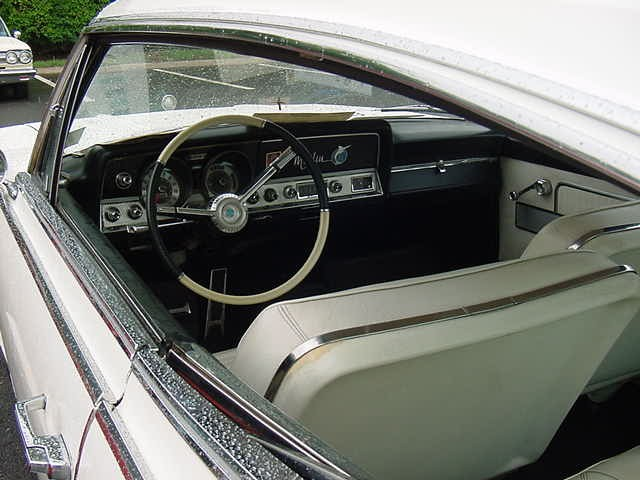
Hardtop sin pilar B de un AMC Marlin
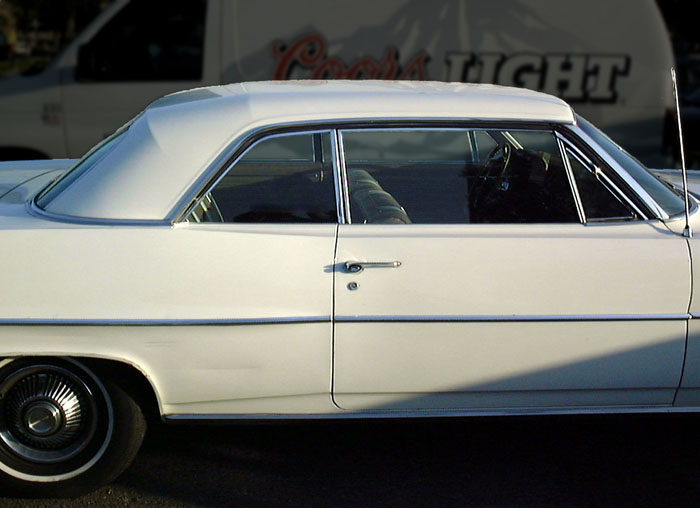
El techo del Pontiac Catalina hardtop simula un descapotable
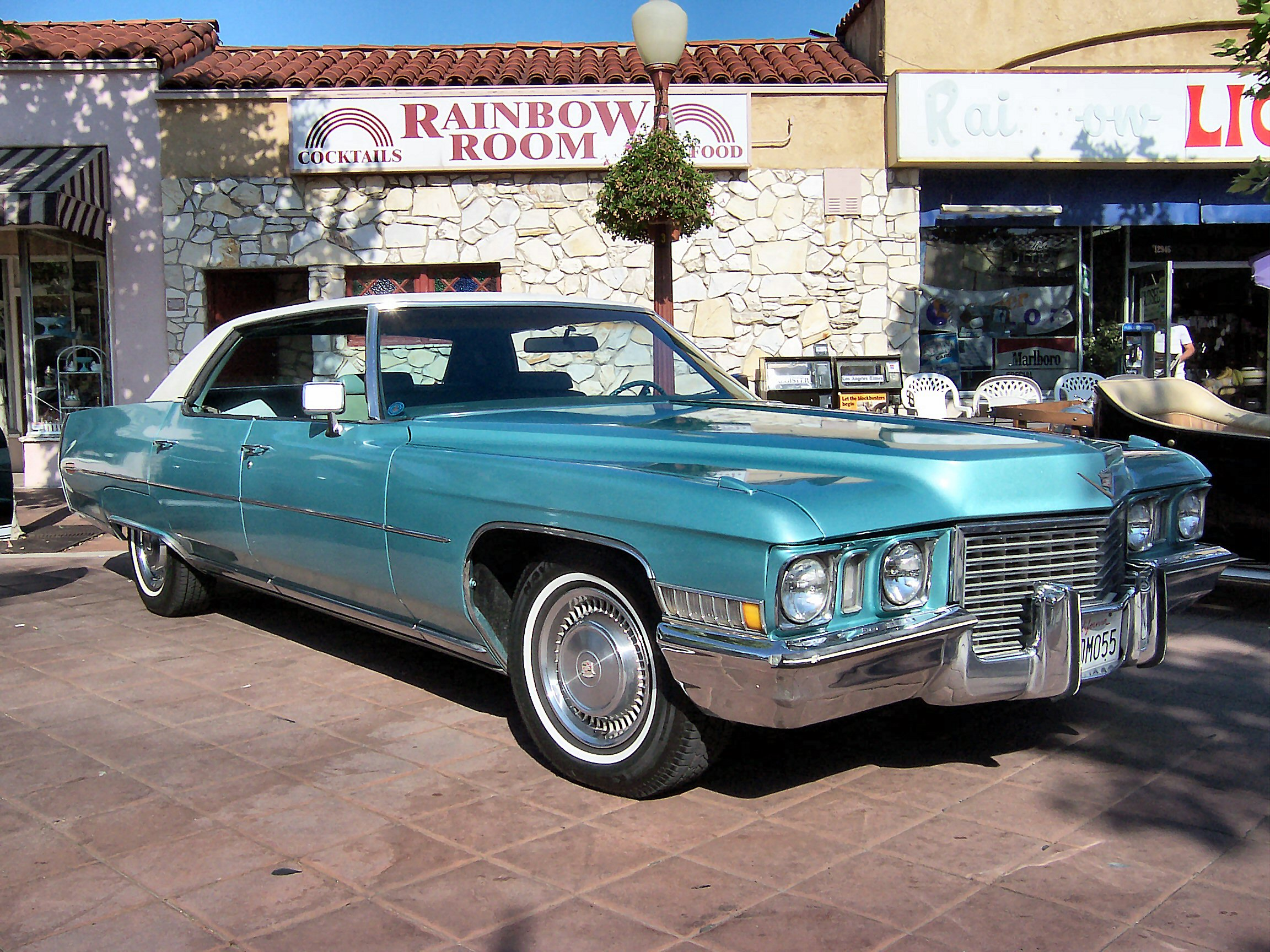
Cadillac Sedan de Ville, un hardtop de cuatro puertas
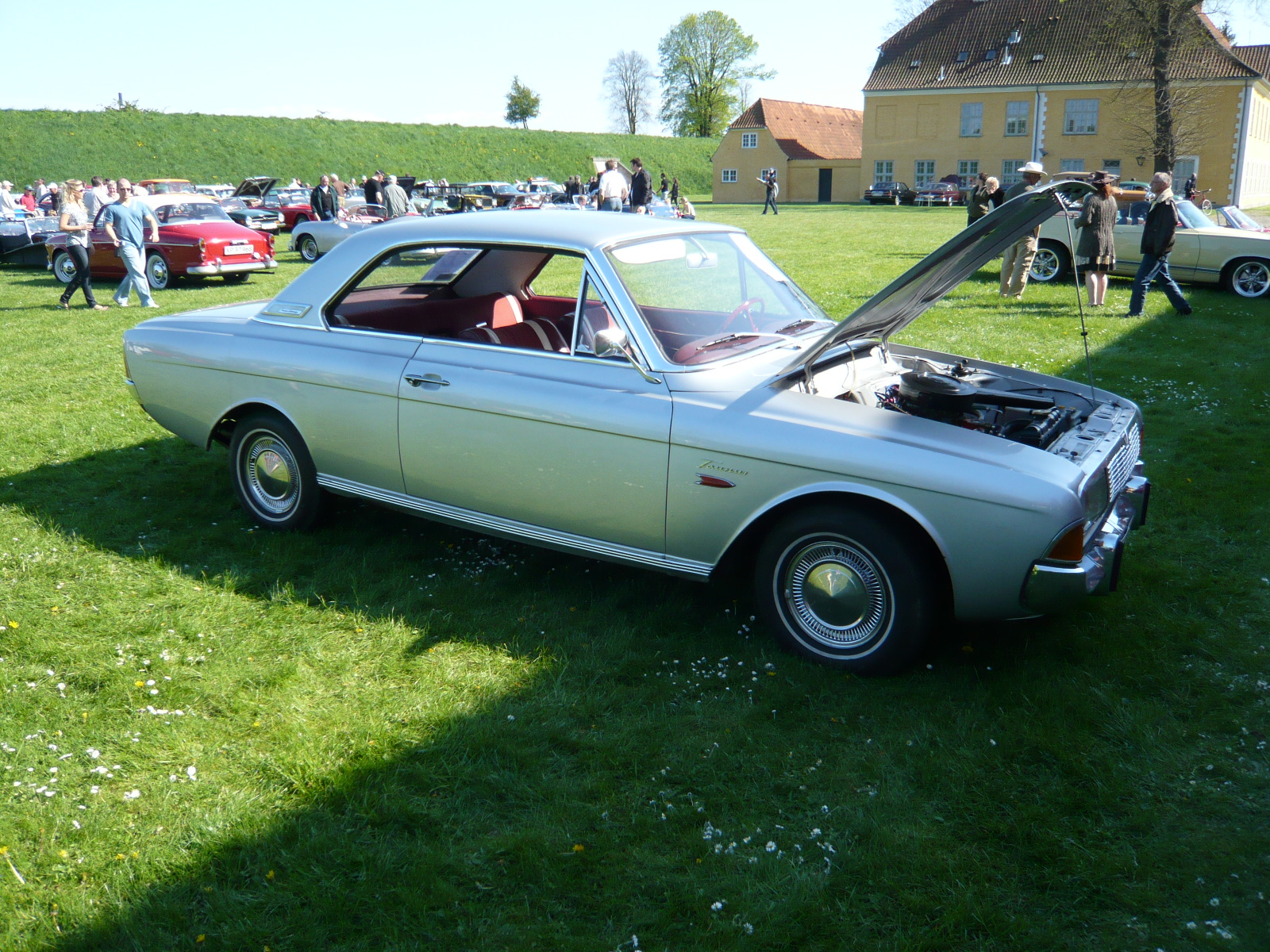
Ford Taunus, un hardtop alemán

### Vehículo deportivo utilitario
Un vehículo deportivo utilitario, SUV o todocamino, es un automóvil todoterreno con carrocería monocasco diseñado para ser utilizado mayoritariamente en asfalto. Los deportivos utilitarios suelen ser más altos que el vehículo del que se derivan y pueden presentar detalles visuales tomados de los todoterrenos, tales como barras frontales de protección o ruedas de repuesto externas en el portón trasero.

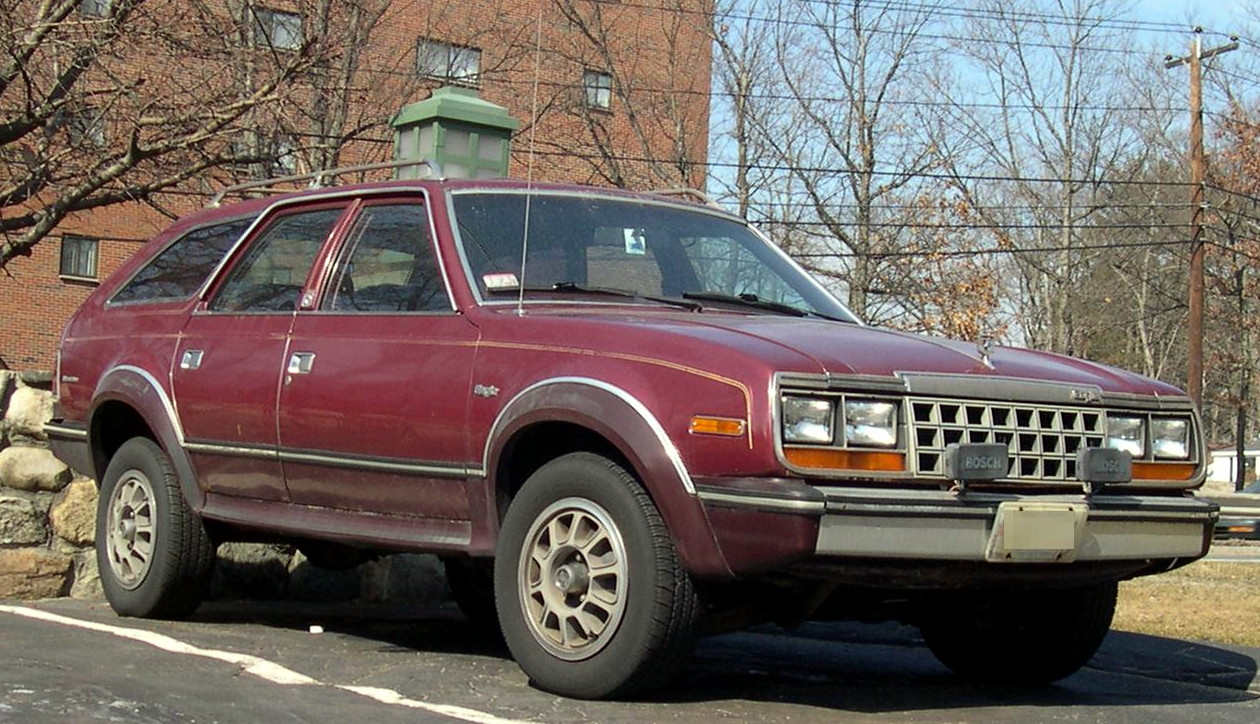
AMC Eagle, el primer deportivo utilitario
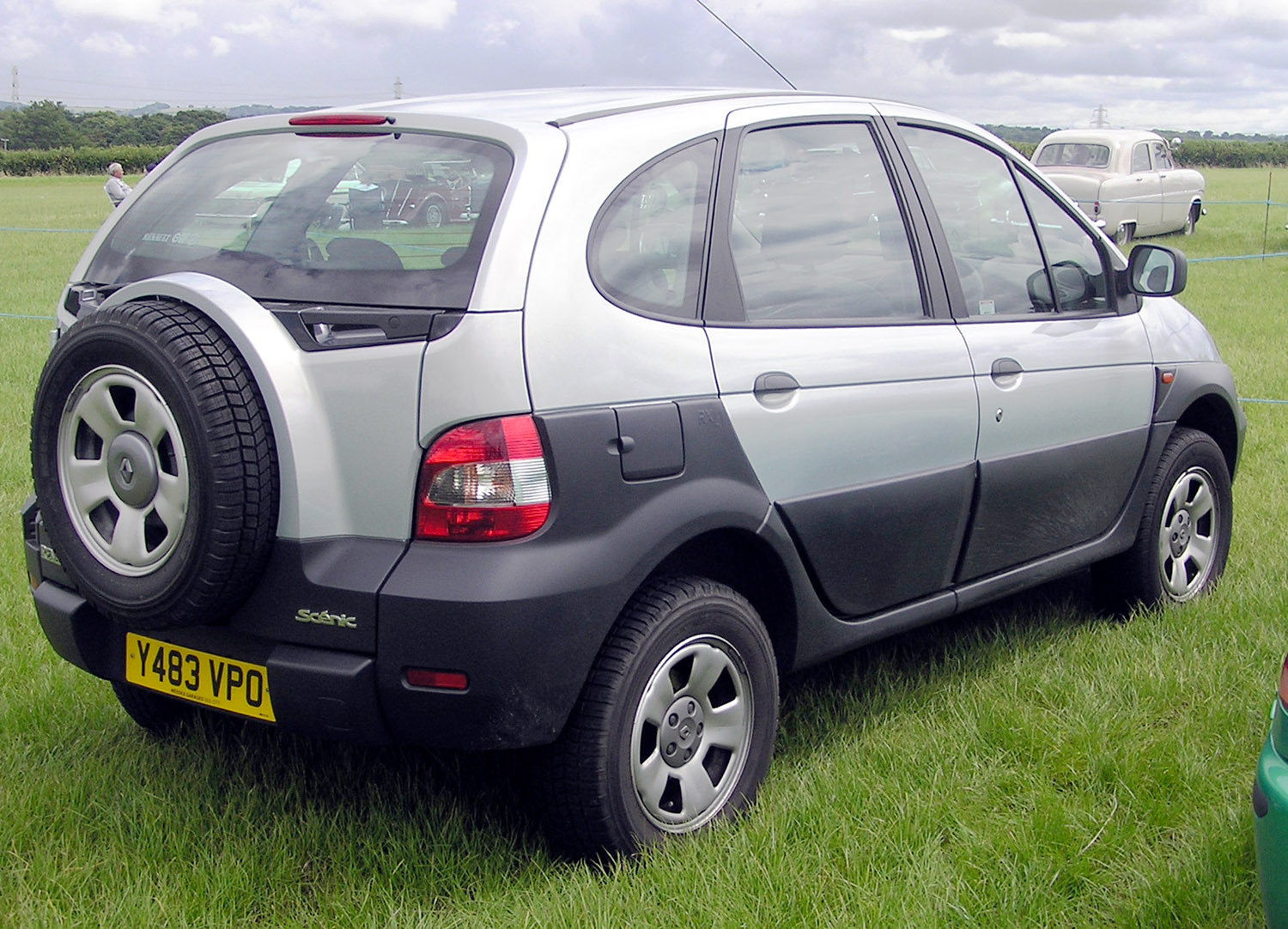
Renault Scénic RX4, derivado de un monovolumen

### Vehículo todoterreno
No confundir un automóvil todoterreno con un vehículo deportivo utilitario,  un automóvil todoterreno es un tipo de vehículo diseñado para ser conducido en todoterreno. Estos automóviles surgieron como necesidad en las guerras de principios del siglo XX, y fueron adaptados para uso civil y aprovechados para realizar travesías, vigilar zonas protegidas y moverse en terrenos ásperos o resbaladizos.

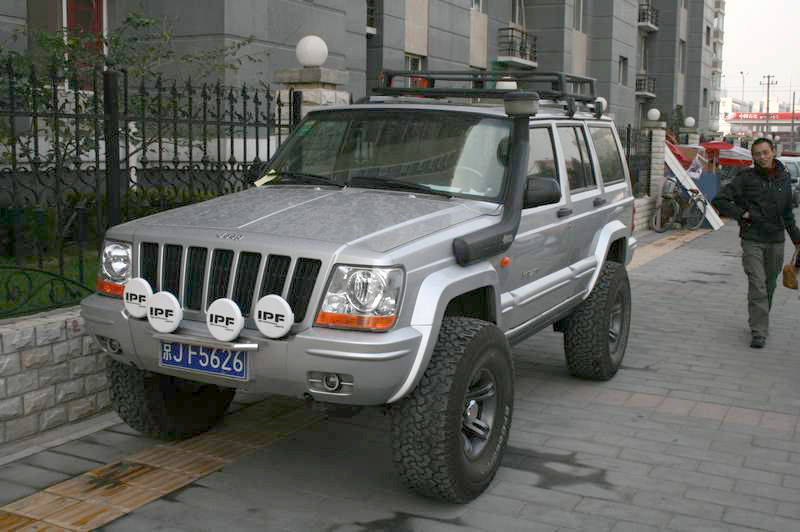
Jeep 2500 Made in China, con 6 en línea de alta performance
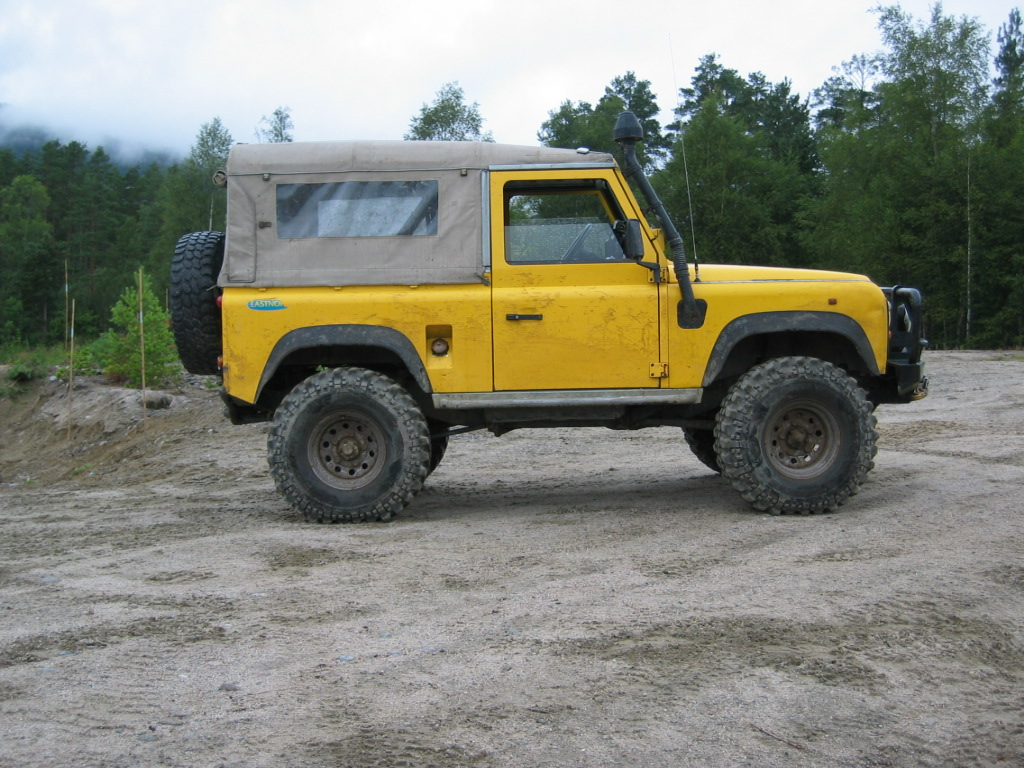
SJ Auténtico todoterreno, wanna go camping vehicle!
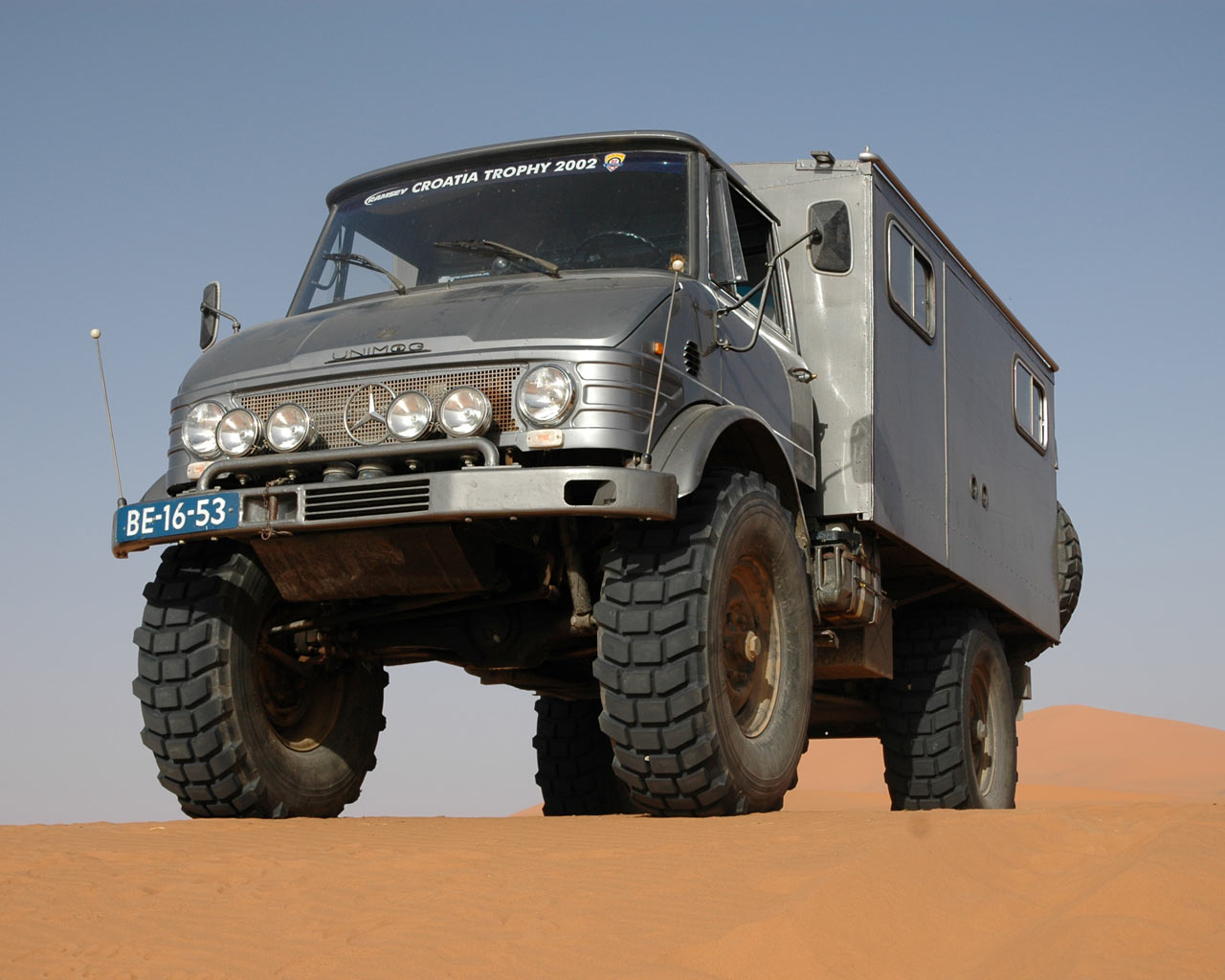
Todoterreno Mercedes Benz Fuera de liga

### Camioneta
Una camioneta (o pickup) tiene una plataforma de carga descubierta por detrás del habitáculo. La plataforma de carga puede ser cubierta en algunos modelos con una lona o con una estructura de fibra de vidrio.

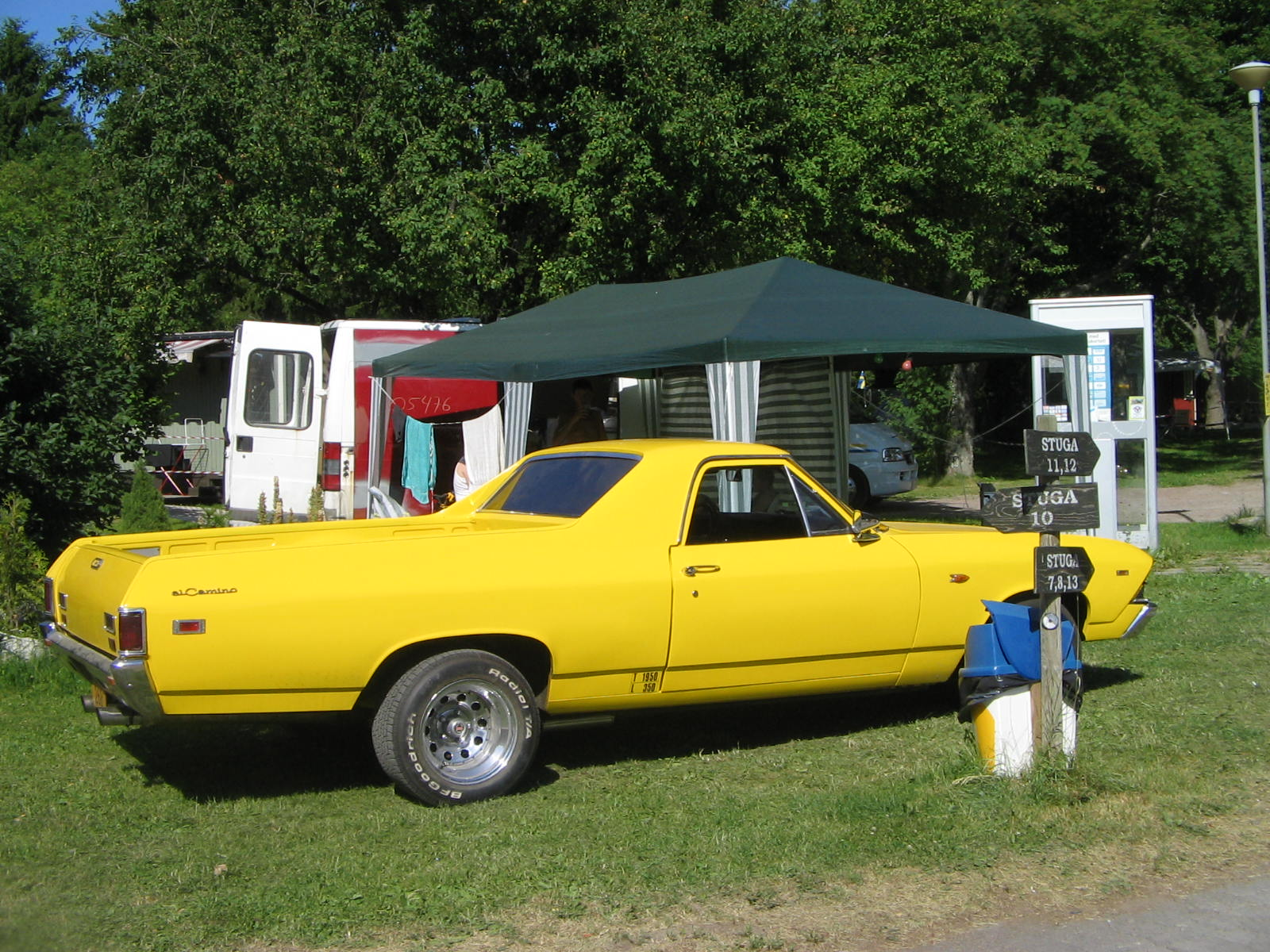
Chevrolet El Camino, basado en un Turismo
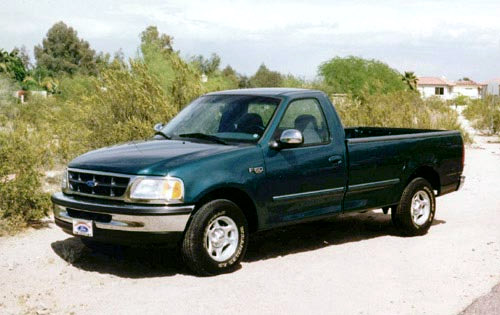
Pickup Ford F150
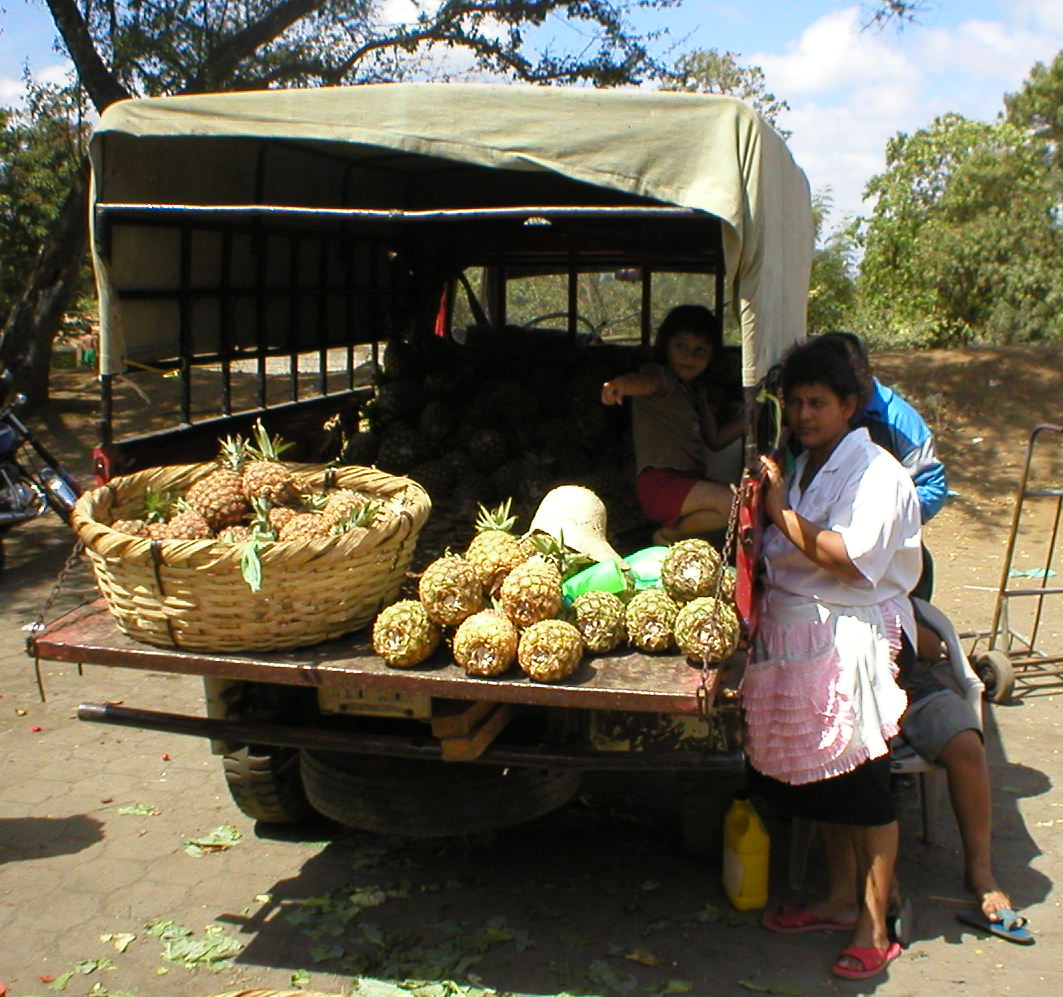
Las camionetas son muy útiles en los países menos desarrollados
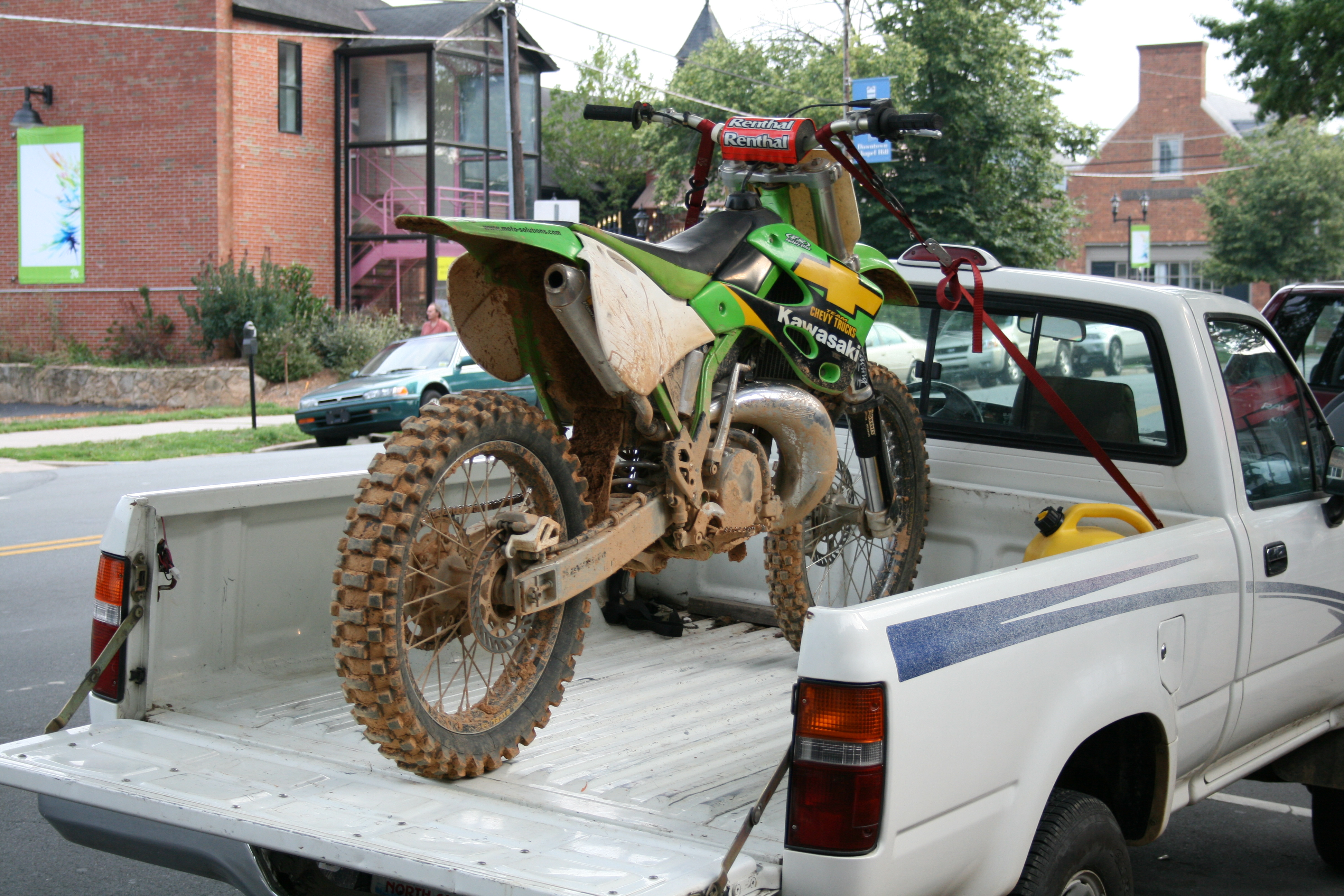
Pickup, literalmente se traduce del inglés como: «recoger»
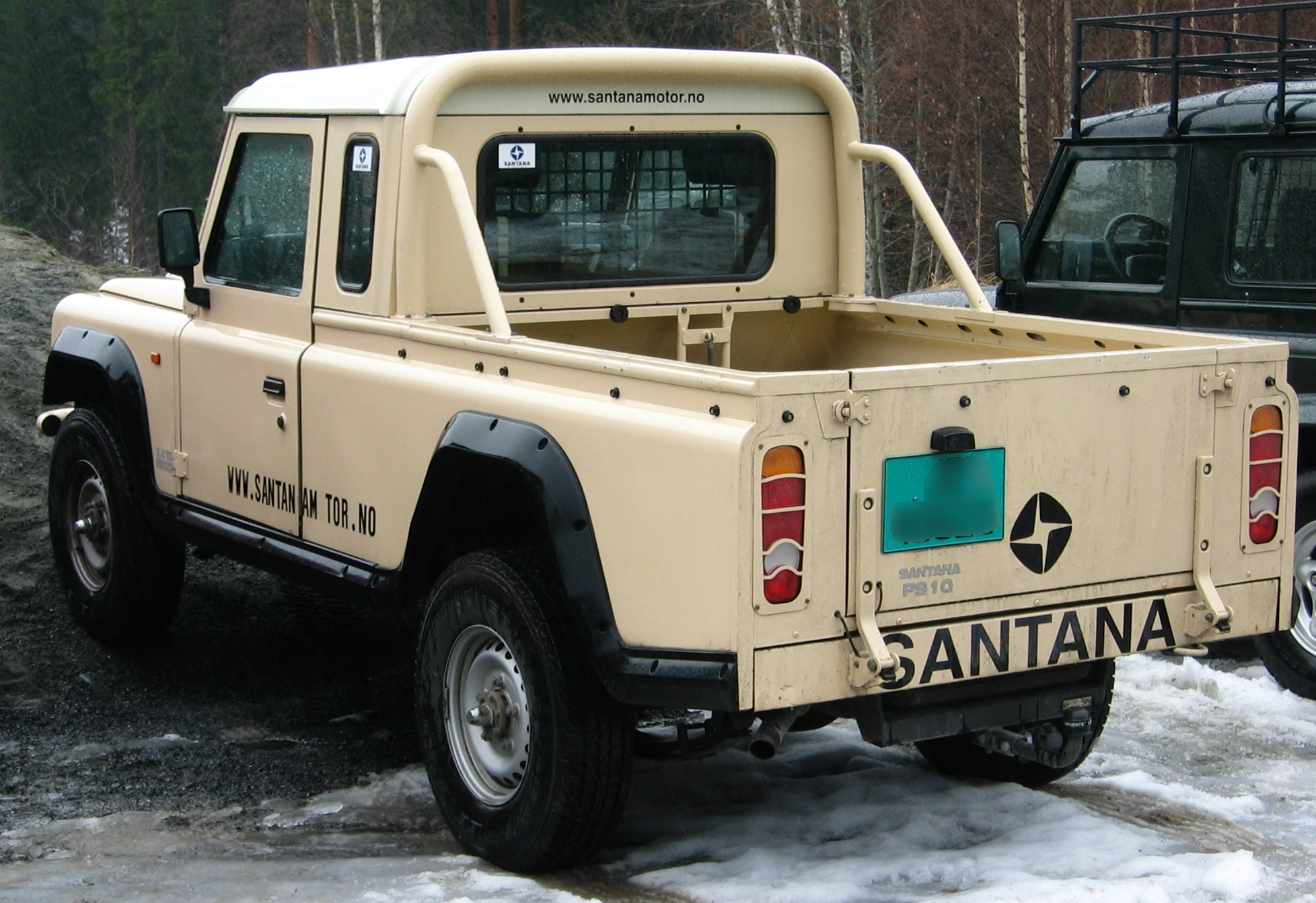
Santana pickup, derivado del Land Rover Defender

### Limusina
Automóvil de lujo extremadamente largo, generalmente basado en un automóvil del segmento F. A veces incorpora una partición de cristal insonorizado para evitar que el chófer escuche las conversaciones entre los pasajeros.

### Coche fúnebre
Un coche fúnebre es un vehículo que se utiliza para transportar el féretro que contiene los restos mortales.

## Estilos de trasera

### Notchback
Notchback es sinónimo de tres volúmenes. Es un formato de carrocería con el cristal trasero relativamente vertical y con los tres volúmenes claramente definidos.

### Hatchback
El término "hatchback" designa a los vehículos cuyo voladizo trasero es relativamente corto y el portón trasero incluye la ventana trasera; por él se puede ingresar al habitáculo. Un hatchback con dos puertas laterales se le suele llamar "tres puertas", y uno con cuatro puertas laterales se lo denomina "cinco puertas".
Un hatchback es un automóvil diseñado de tal manera que el acceso al espacio de carga se hace por un portón trasero, situado en la parte posterior del vehículo. Esta puerta a veces consiste tan solo en la luneta de cristal trasera.  
Los hatchback se suelen distinguir de los familiares en que los familiares tienen el voladizo trasero más largo, por lo cual el maletero suele ser más grande que en los hatchback. En un familiar el portón trasero suele estar muy vertical, mientras que en un hatchback la luneta trasera puede estar más inclinada.
El primer hatchback de gran serie fue el Renault 4. El hatchback fue ganando popularidad por su carácter práctico, extendiéndose también al mercado de coches de lujo (Rover SD1, por ejemplo), hasta convertirse en el estilo de carrocería más frecuente en Europa para los coches pequeños y medianos.

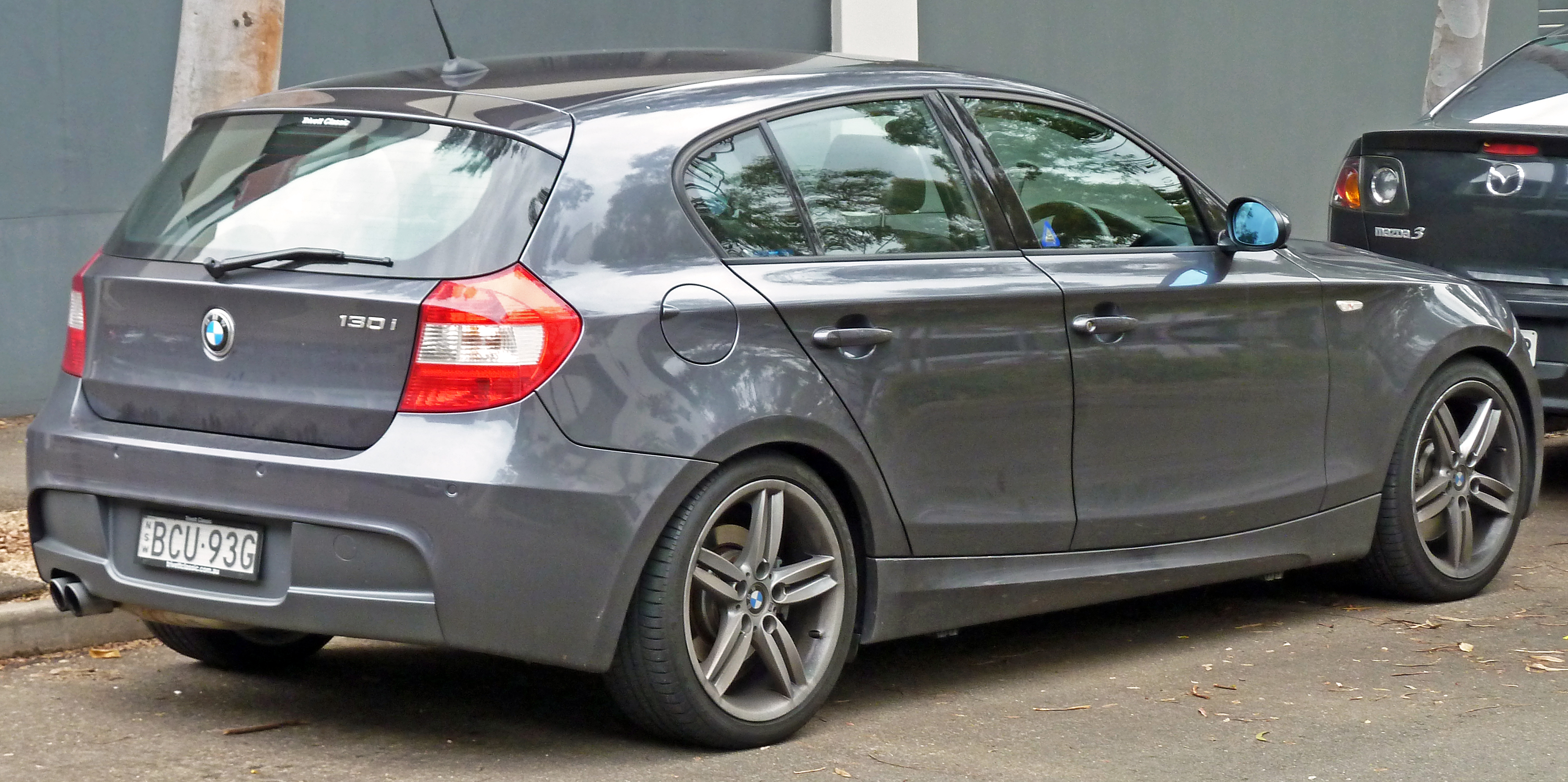
BMW Serie 1 hatchback.
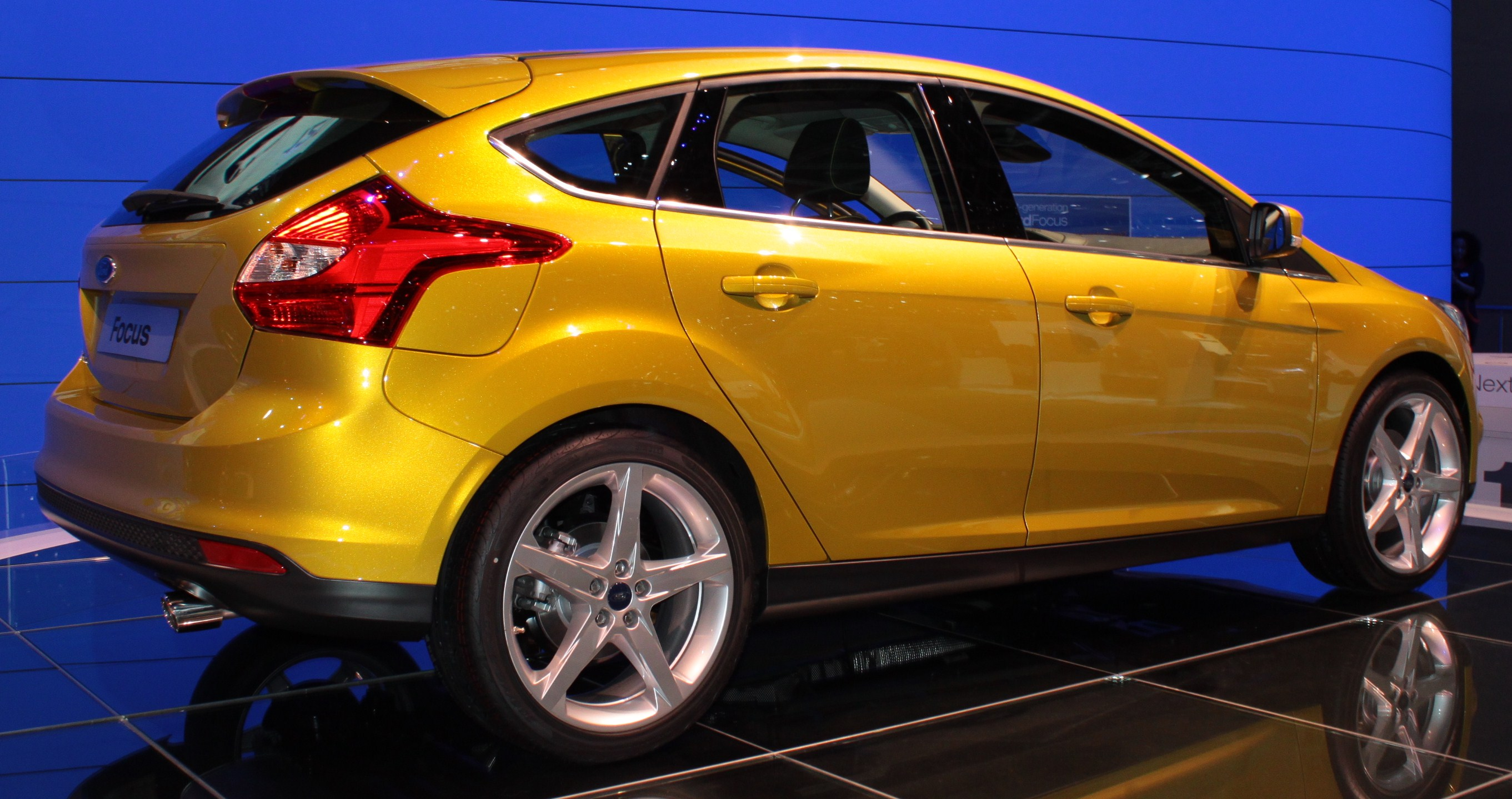
Ford Focus hatchback.
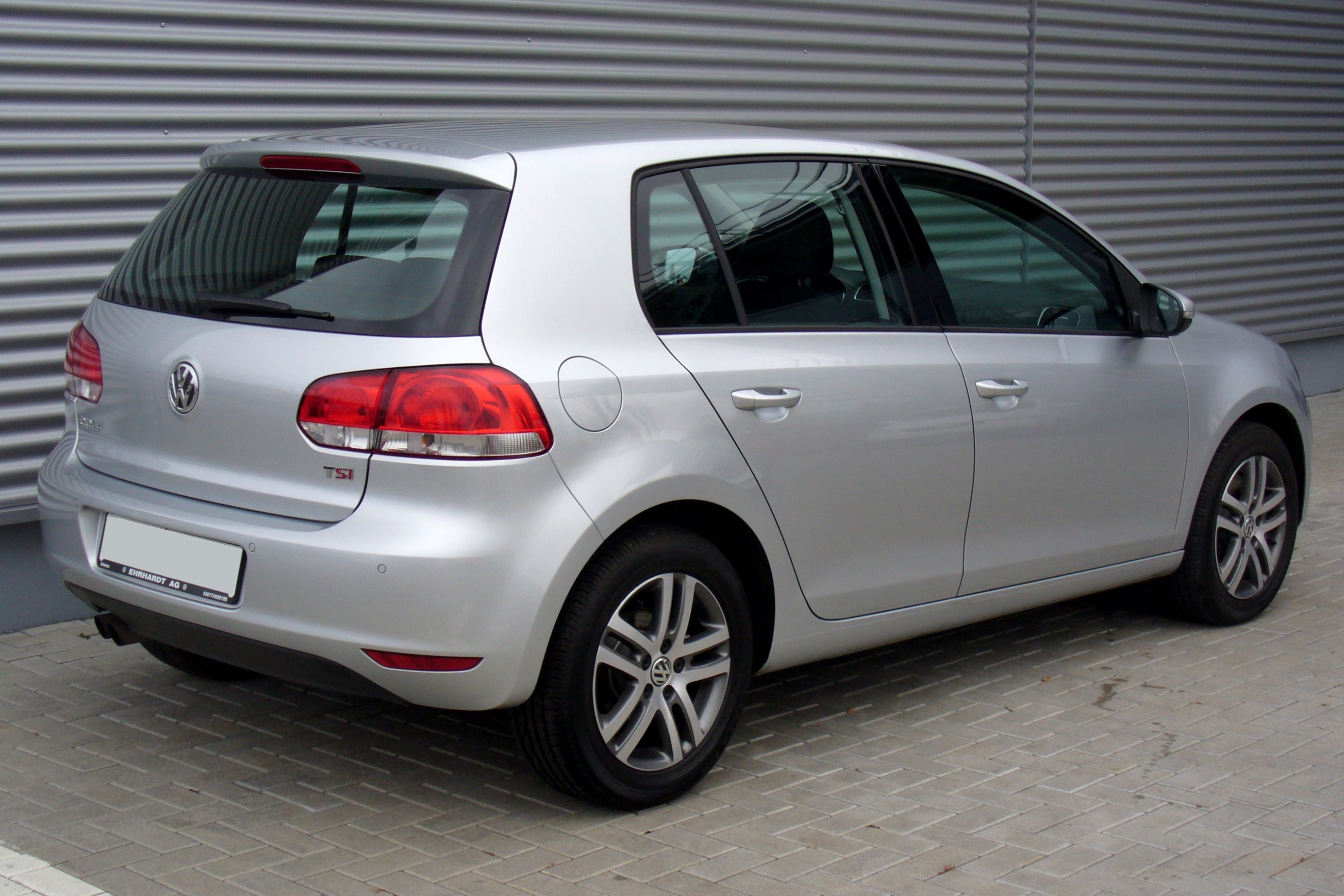
VW Golf hatchback.

### Liftback
El estilo de carrocería "liftback" es una variante de hatchback, en la cual la quinta puerta está fuertemente inclinada, teniendo así el vehículo la imagen de un fastback o –más raramente– de un notchback, pero con portón trasero. En casi todos los casos, los liftback tienen cuatro puertas laterales; en estos casos, el término "cinco puertas" es también aplicable. Este estilo es aerodinámicamente más eficiente que el del hatchback y el del notchback, aunque aprovecha peor el espacio que el del familiar. Muchos automóviles del segmento D se fabrican con carrocería liftback; algunos ejemplos son el Toyota Avensis, el Opel Vectra, el Ford Mondeo, el Renault 11 y el Renault Laguna.

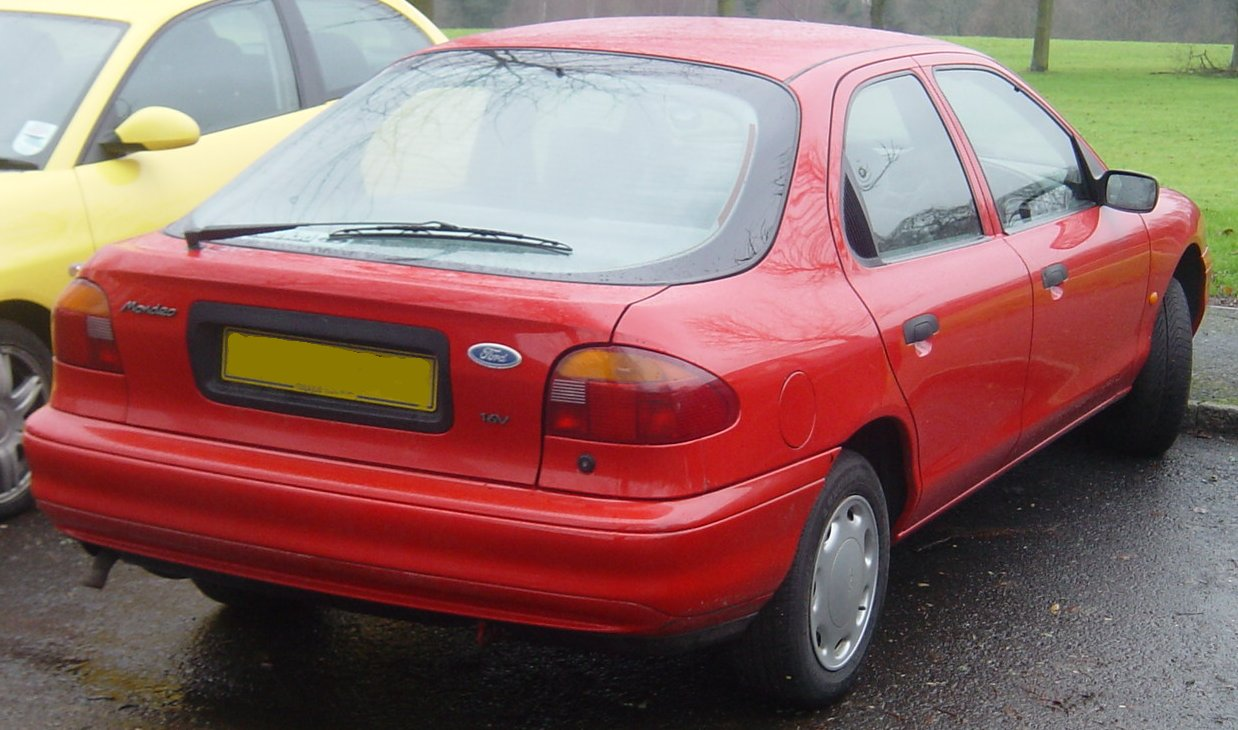
Ford Mondeo liftback.
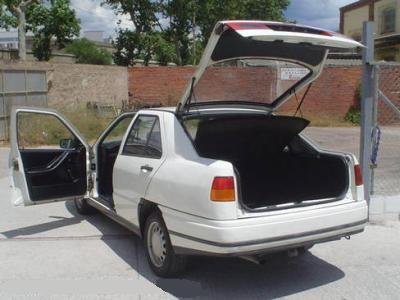
SEAT Toledo liftback.
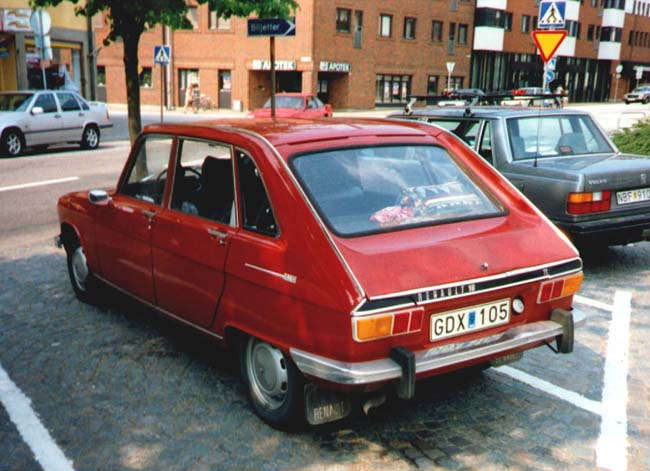
Renault 16 liftback, de 1965.

### Fastback
Fastback, también llamado Sportback, es un diseño en el que el techo se inclina suavemente hasta la cola del automóvil. El fastback es aerodinámicamente más eficiente que el tres volúmenes. Históricamente, únicamente los cupés se ofrecían en formato fastback, pero actualmente existen coches como el audi A7 sportback con este acabado.

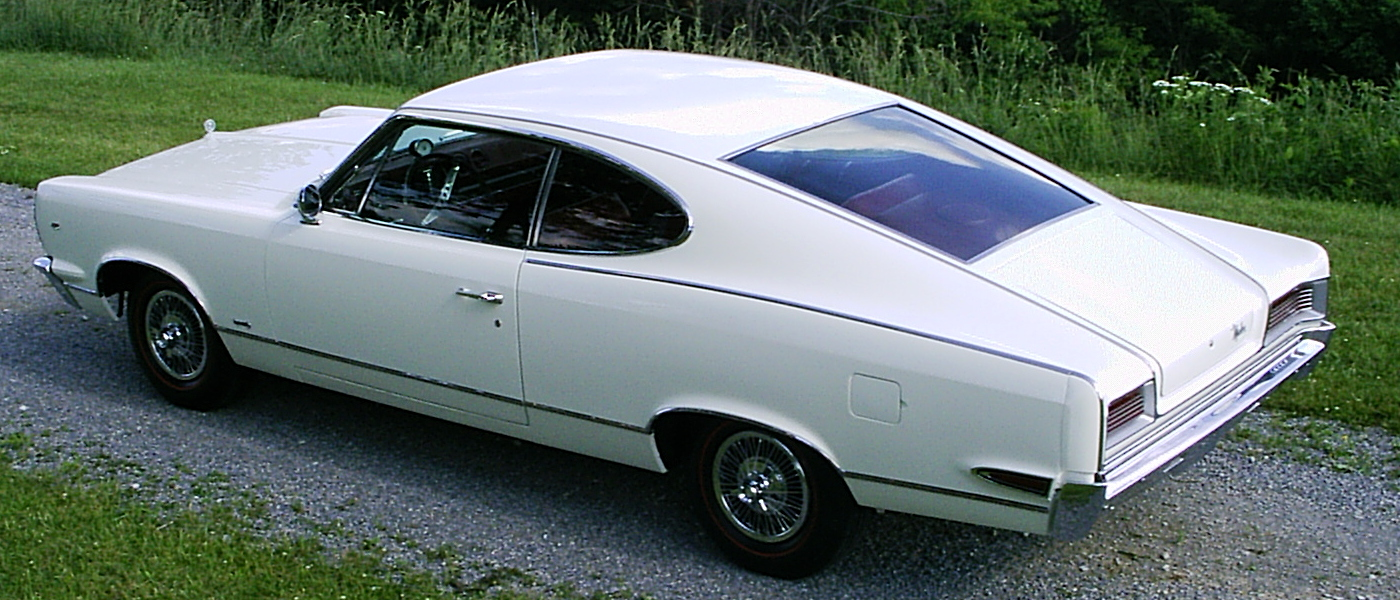
AMC Marlin fastback.
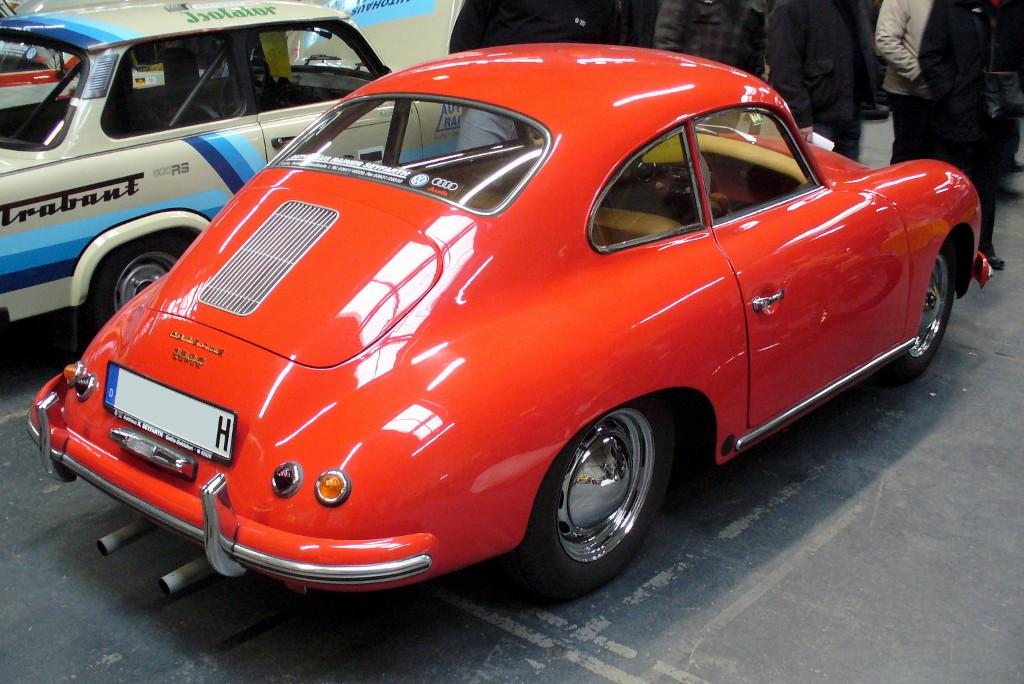
Porsche 356 fastback.
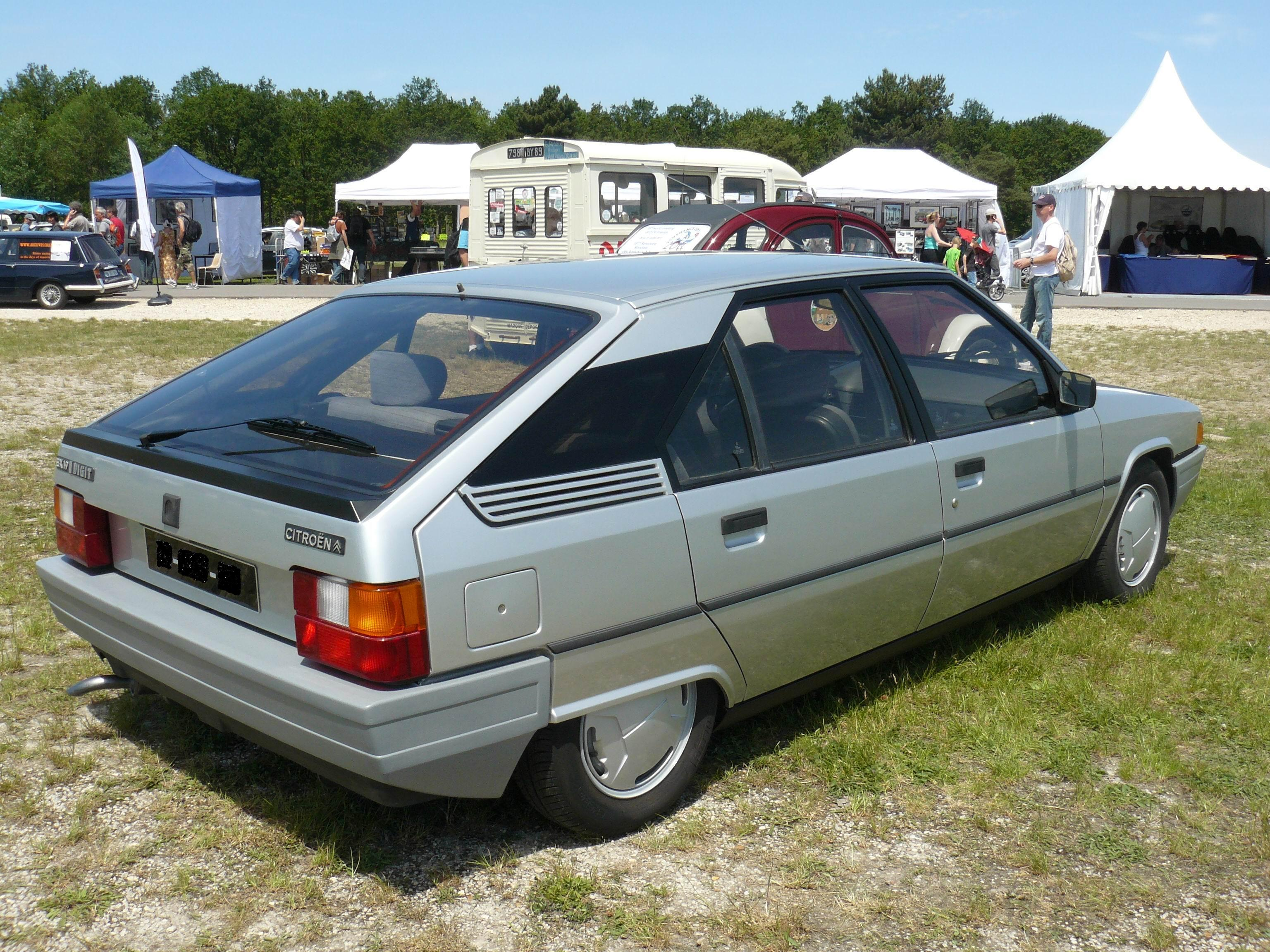
Citroën BX fastback.
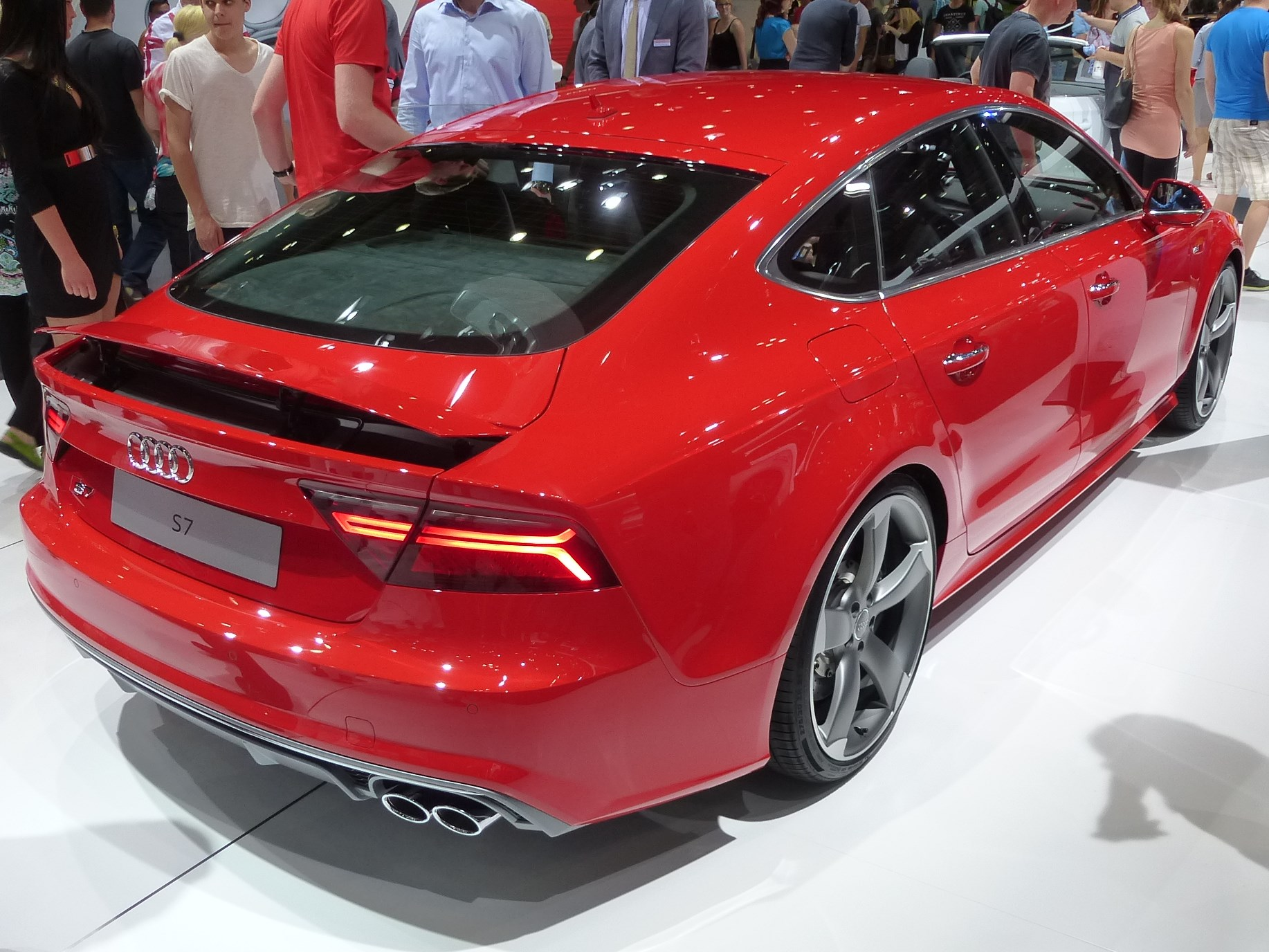
Audi S7 Sportback.

## Estilos de techo

### Landau
El Landau incorpora elementos que simulan que el vehículo es descapotable, como, en el caso presentado, la falsa varilla articulada en el montante C. Para simular el techo descapotable, el techo metálico está revestido con vinilo acolchado generalmente negro. 

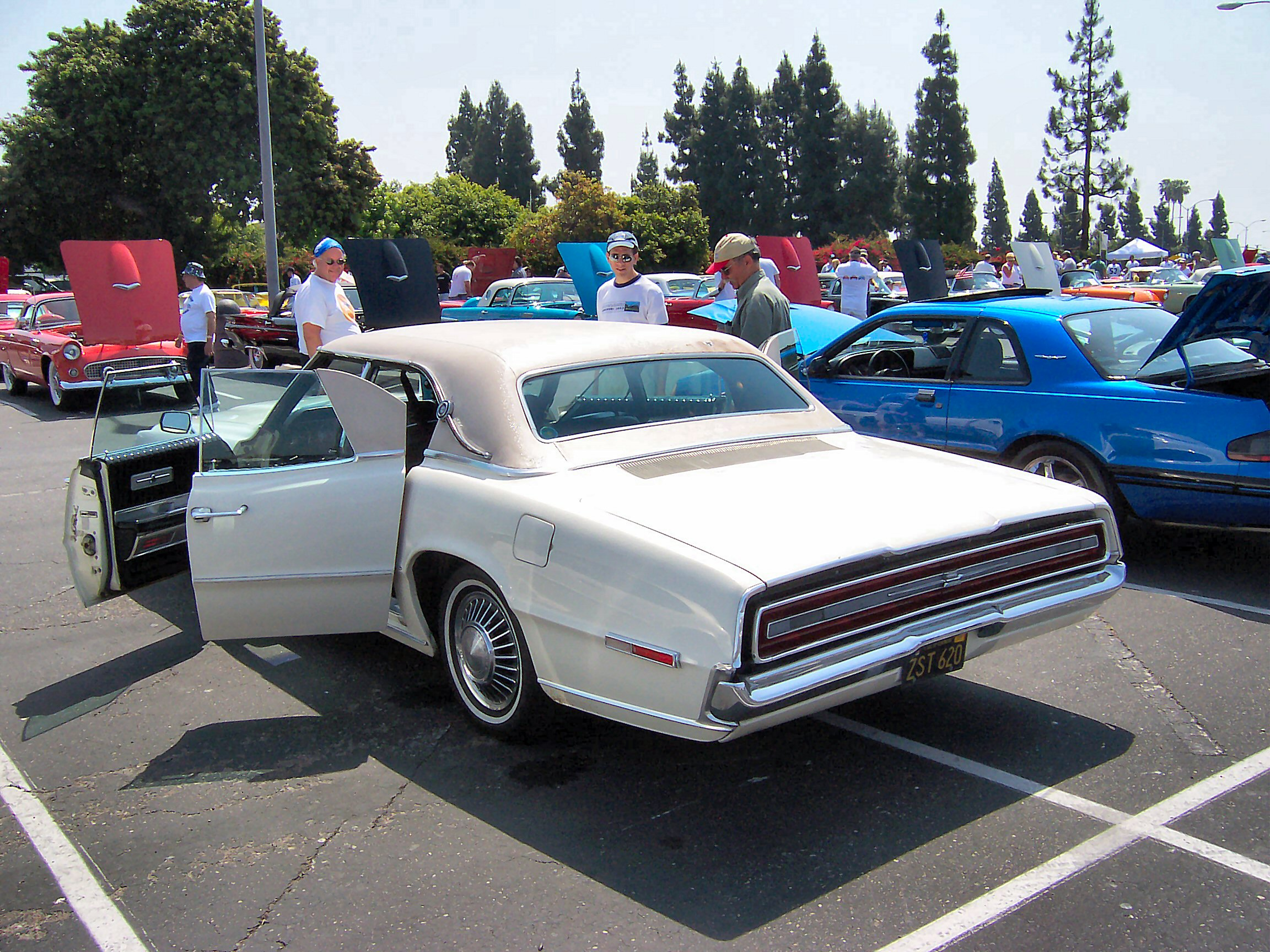
Ford Thunderbird Landau de 1968
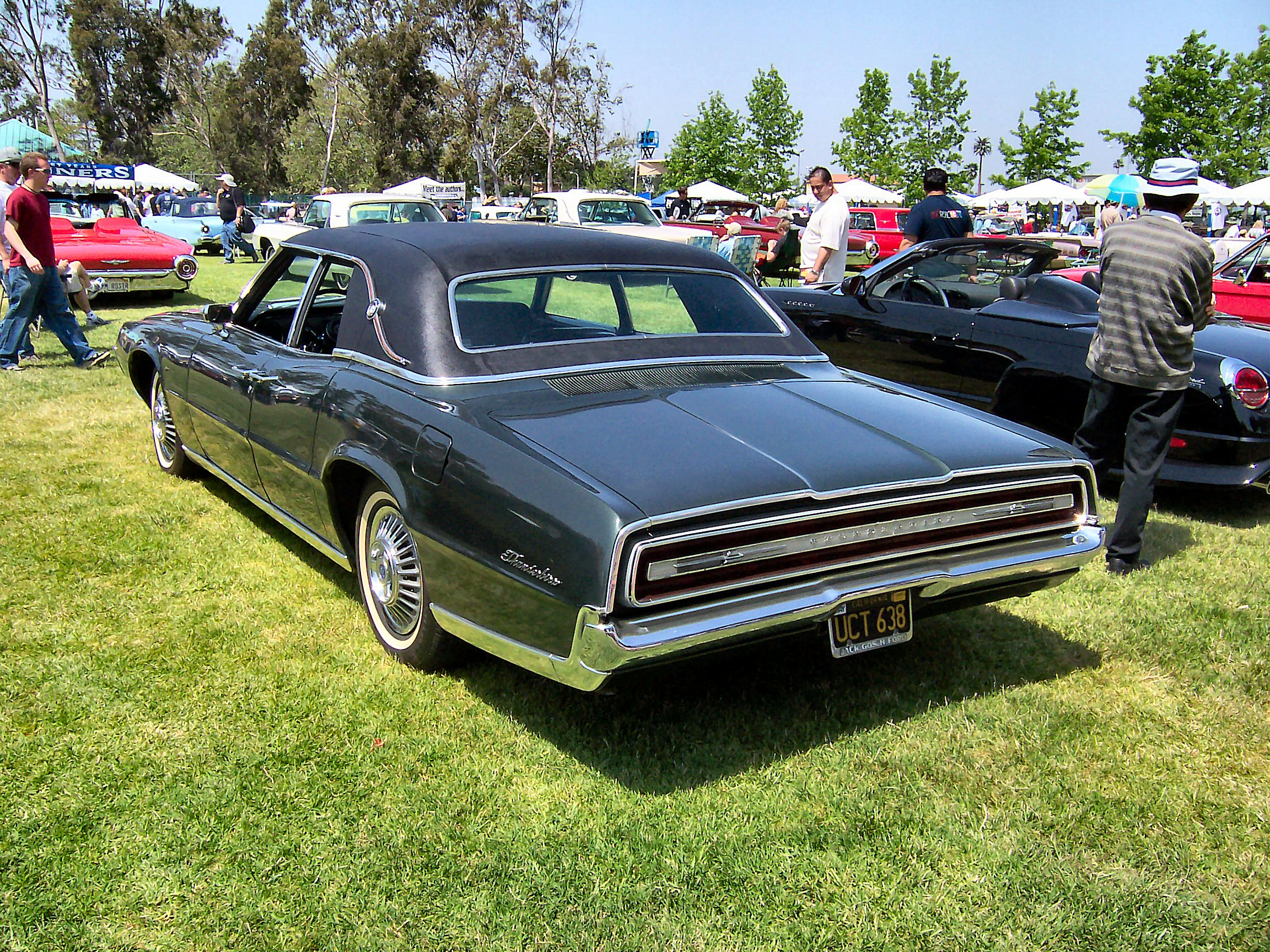
El mismo modelo, pero con la puerta cerrada

Véase en las imágenes: la puerta trasera límite con la falsa varilla, una estratagema habitual en este tipo de vehículos. Nótese el vinilo en el cristal de la puerta trasera para simular la capota creando un punto ciego en el pilar C.

### Descapotable
Un descapotable, convertible o cabriolet tiene un techo que se puede quitar o guardar. Se pueden desmontar el techo y la ventana trasera.

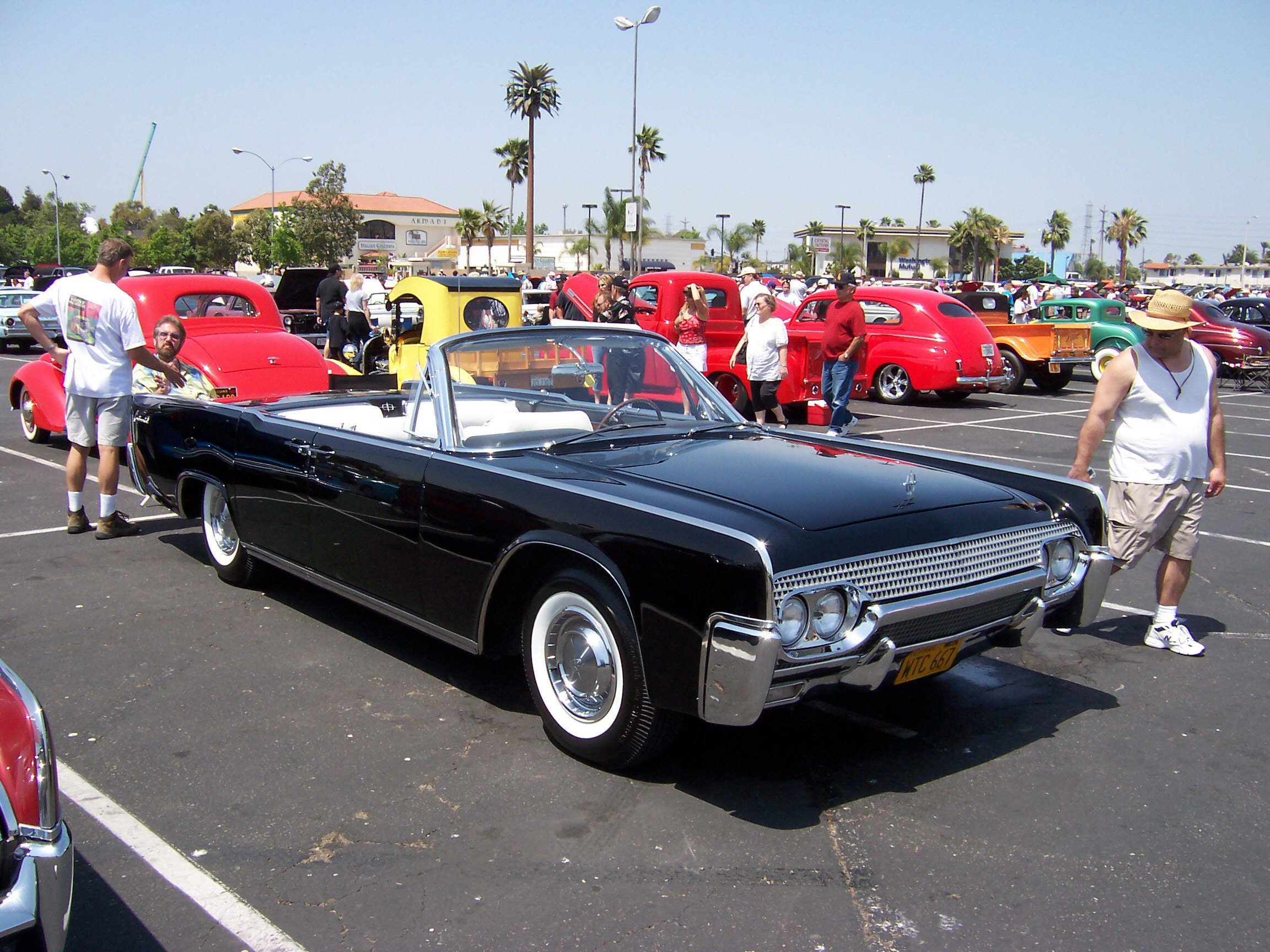
Lincoln Continental, descapotable de cuatro puertas

### Cabrio coach
Un «cabrio coach» o «semi-convertible» es un automóvil que tiene un techo retractable de tela o lona. Era común en modelos antiguos, como el Citroën 2CV.

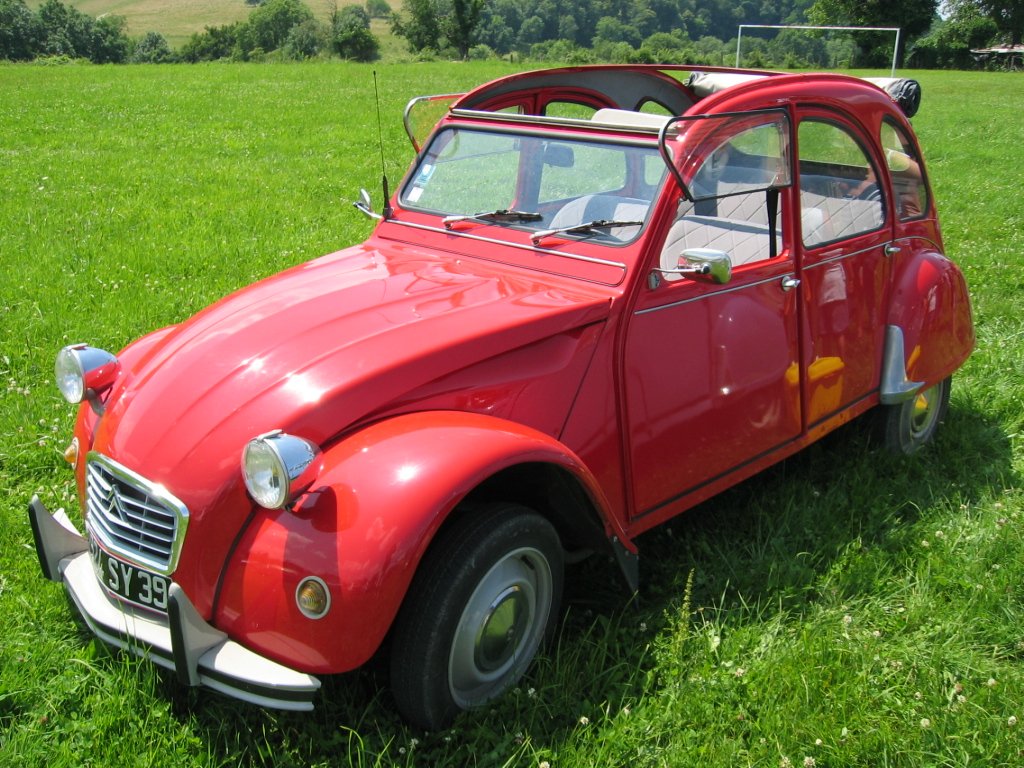
Cabrio coach Citroën 2CV
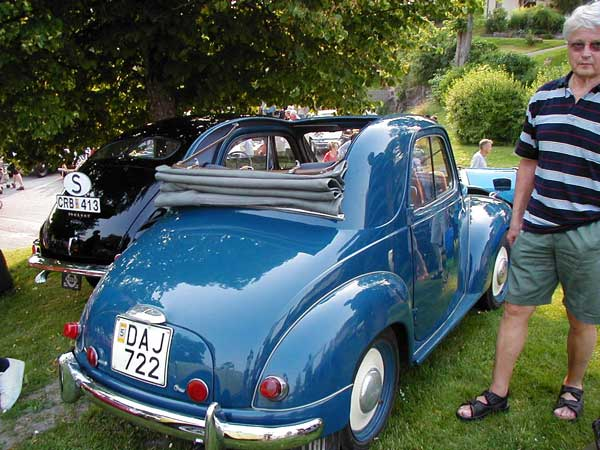
Fiat Topolino semi-convertible
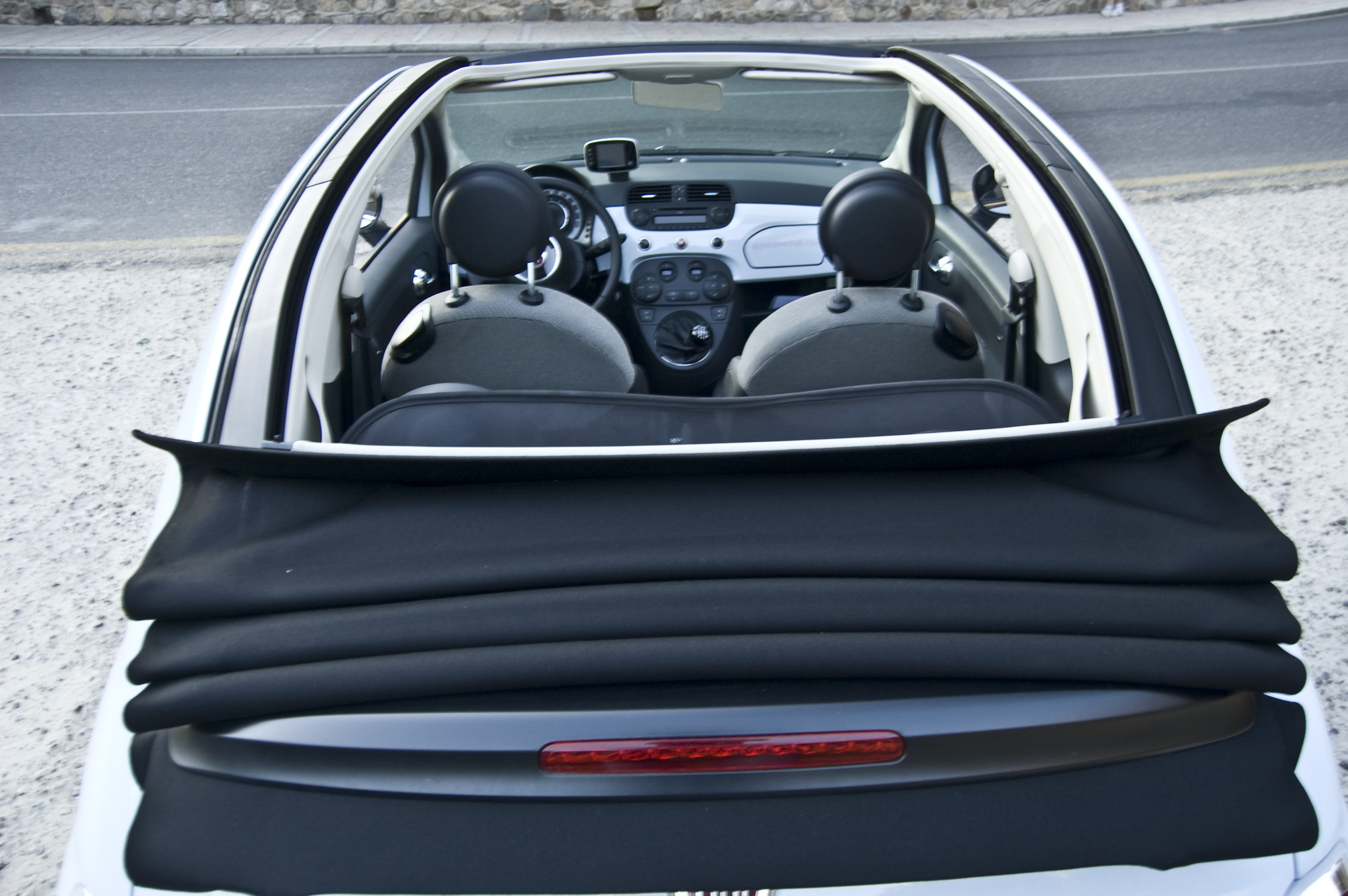
2009-presente Fiat 500C

### Roadster
Nombre aplicable a descapotables con la mínima protección del viento y los elementos.

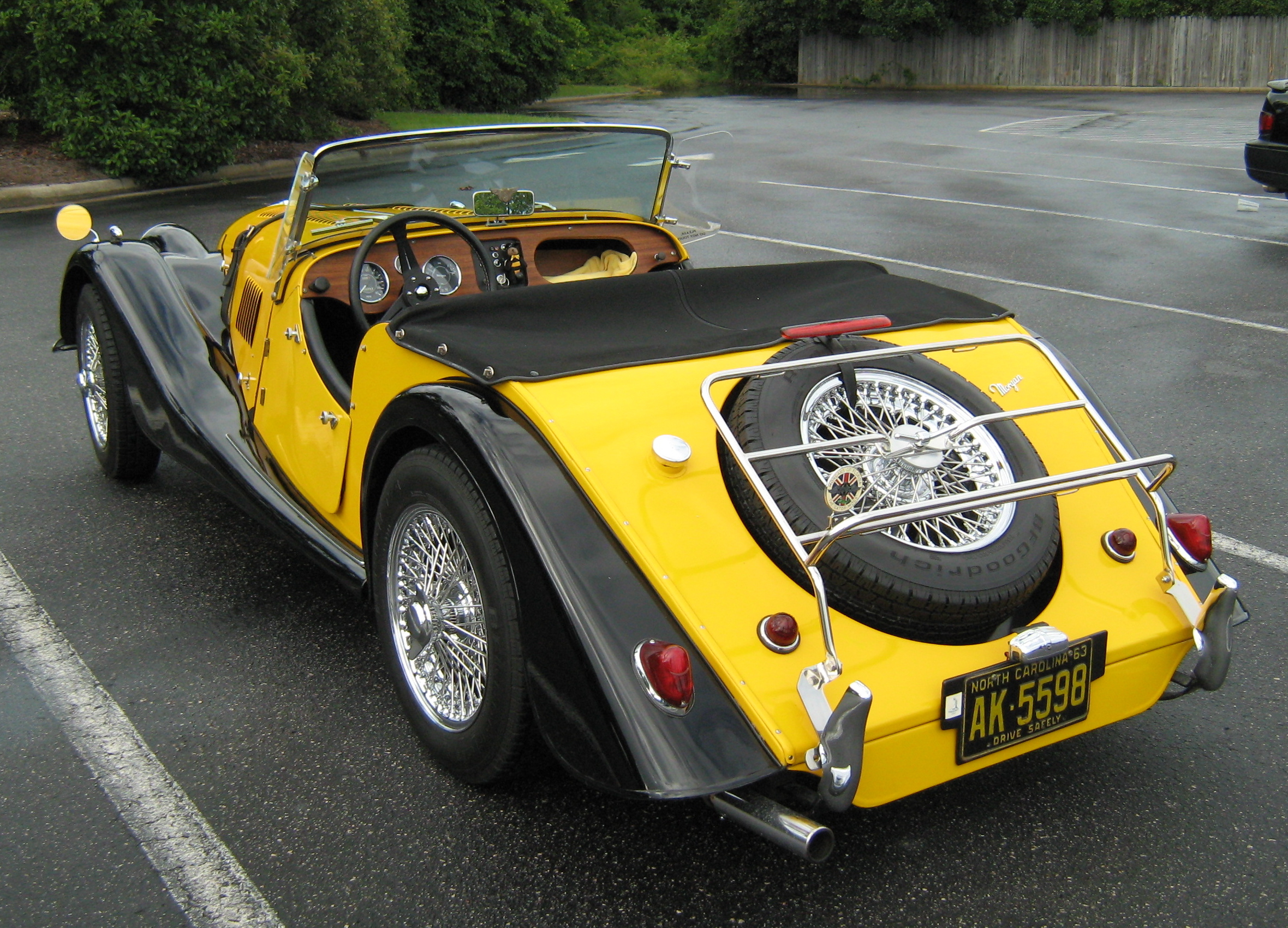
Clásico Morgan Roadster

### Spider
Los Spider (o Spyder) son una versión italiana del Roadster, mientras en Alemania suelen llamar las versiones teutónicas Speedster.

### Targa
Término que utilizan las marcas para definir a sus vehículos que tienen pilar C pero que se puede quitar parte del techo rígido.
Ejemplos de estos: Porsche 911 Targa, Toyota Supra Targa, Nissan NX 100

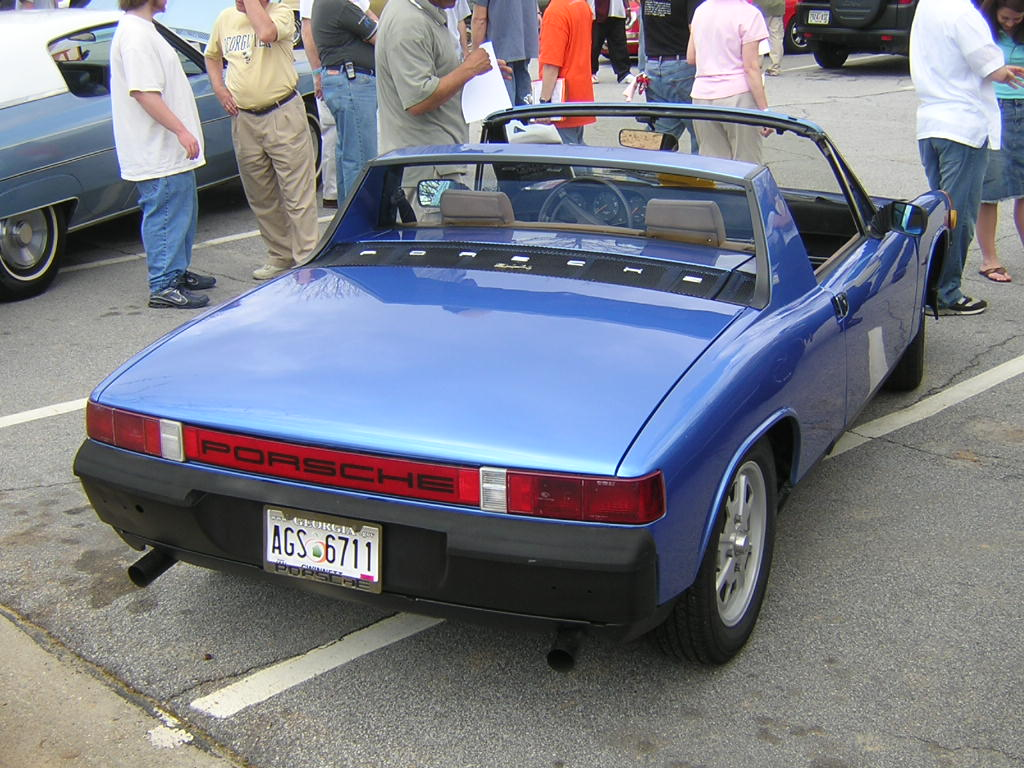
Porsche 914-6 Targa